# Kosovo
Kosovo (albánsky Kosova, srbsky Косово/Kosovo), plným názvem Kosovská republika, je částečně uznaný stát v jihovýchodní Evropě. Je vnitrozemským státem ležícím ve středu Balkánu, na severu a východě sousedí se Srbskem, na jihovýchodě se Severní Makedonií, na jihozápadě s Albánií a na západě s Černou Horou. Většině středního Kosova dominují rozsáhlé roviny a pole Metochije a Kosova pole. Na jihozápadě se zvedá pohoří Prokletije a na jihovýchodě Šar planina, na většině území  převládá kontinentální podnebí se středomořskými a alpskými vlivy. Na ploše asi 11 000 km² žije asi 1,6 miliónu obyvatel, hlavním a největším městem je Priština, dalšími velkými městy jsou Prizren, Gnjilane a Ferizaj. Albánci tvoří 92 % obyvatel, Srbové 2 %, úřední jazyky jsou albánština a srbština; 93 % obyvatel se hlásí k islámu. 
Ve 4. století př. n. l. se na území Kosova objevil kmen Dardanů, který založil Dardanské království. Později bylo v 1. století př. n. l. připojeno k Římské říši. Území zůstalo součástí Byzantské říše a v 6.–7. století n. l. čelilo slovanským migracím. V ovládání se střídala Byzanc a První bulharská říše. Ve 13. století se Kosovo stalo součástí srbského středověkého státu a sídlem srbské pravoslavné církve. Osmanská expanze na Balkán na konci 14. a v 15. století vedla k úpadku a pádu srbské říše; za jeden z rozhodujících momentů je považována bitva na Kosově poli v roce 1389. Srbské dynastie, především Brankovićové, vládly v Kosovu po značnou část období následujícího po bitvě. Po druhé bitvě na Kosově poli Kosovo plně ovládla Osmanská říše, která zde vládla téměř pět století až do roku 1912. Kosovo bylo centrem albánské renesance a zažilo albánská povstání v letech 1910 a 1912. Po balkánských válkách v letech 1912–1913 bylo postoupeno Srbsku a Černé Hoře a stalo se autonomní provincií v rámci Jugoslávie. Napětí mezi albánskou a srbskou komunitou v Kosovu přetrvávalo po celé 20. století a občas vyústilo v rozsáhlé násilnosti, které vyvrcholily kosovskou válkou v letech 1998 a 1999, která vedla ke stažení jugoslávské armády a zřízení dočasné správní mise OSN v Kosovu.  
Kosovo 17. února 2008 jednostranně vyhlásilo nezávislost na Srbsku a od té doby ho jako suverénní stát diplomaticky uznalo 102 členských států OSN. Ačkoli Srbsko Kosovo jako suverénní stát oficiálně neuznává a nadále jej prohlašuje za svou autonomní provincii Kosovo a Metohija, v rámci Bruselské dohody z roku 2013 uznává vládní pravomoc kosovských institucí.
Kosovo je unitární parlamentní republika s prezidentem jako ceremoniální hlavou státu, zákonodárným orgánem je jednokomorový parlament. Je rozvojovou zemí s ekonomikou s vyššími středními příjmy. Od počátku finanční krize v letech 2007–2008 zaznamenává podle měření mezinárodních finančních institucí v posledním desetiletí stabilní hospodářský růst. Kosovo je členem Mezinárodního měnového fondu, Světové banky, Evropské banky pro obnovu a rozvoj, Benátské komise, Mezinárodního olympijského výboru a požádalo o členství v Radě Evropy, UNESCO, Interpolu a o status pozorovatele v Organizaci islámské spolupráce. V prosinci 2022 podalo Kosovo žádost o členství v Evropské unii.

## Název

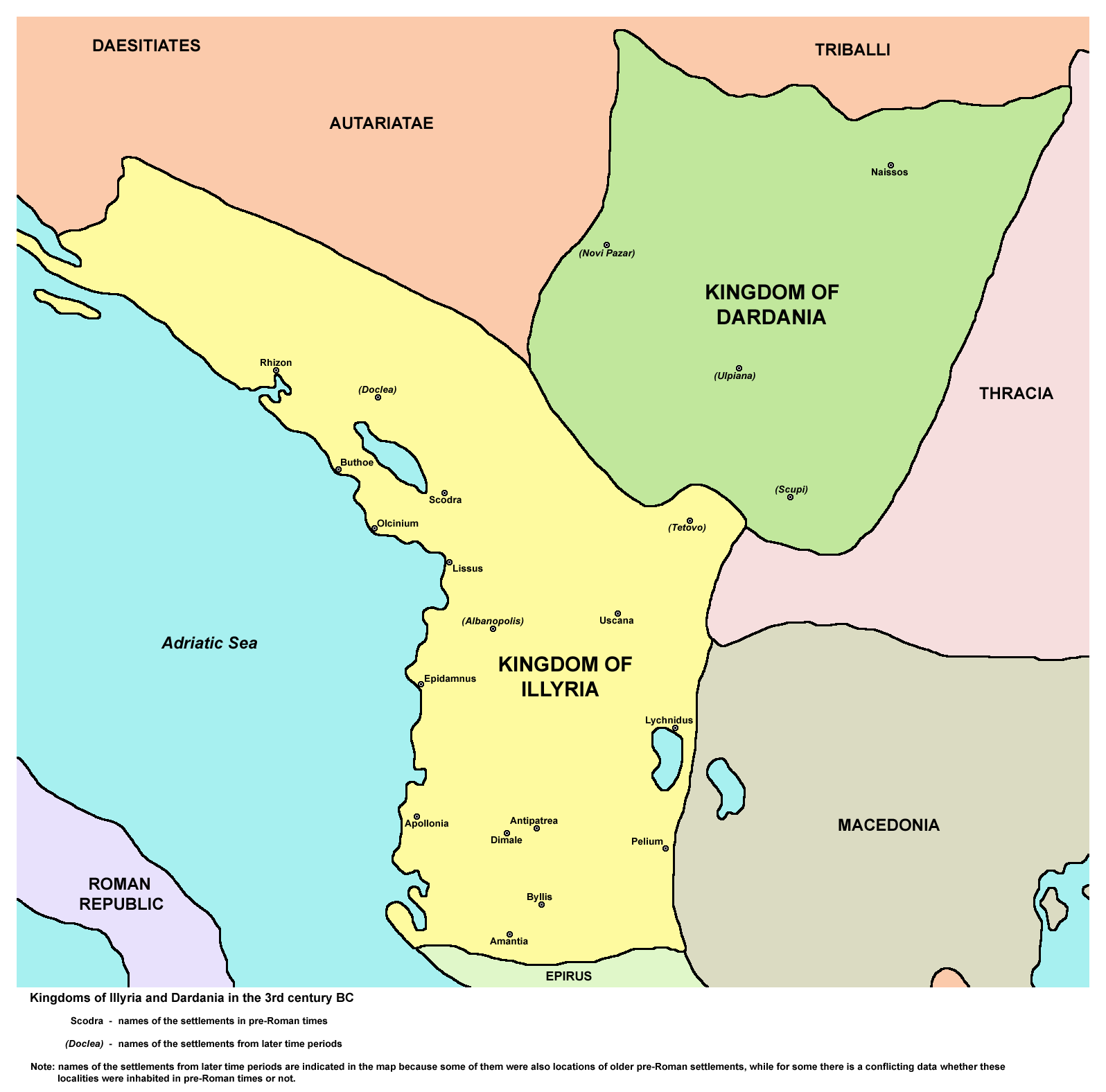
Dardanie ve 4. století jako součást Římské říše.

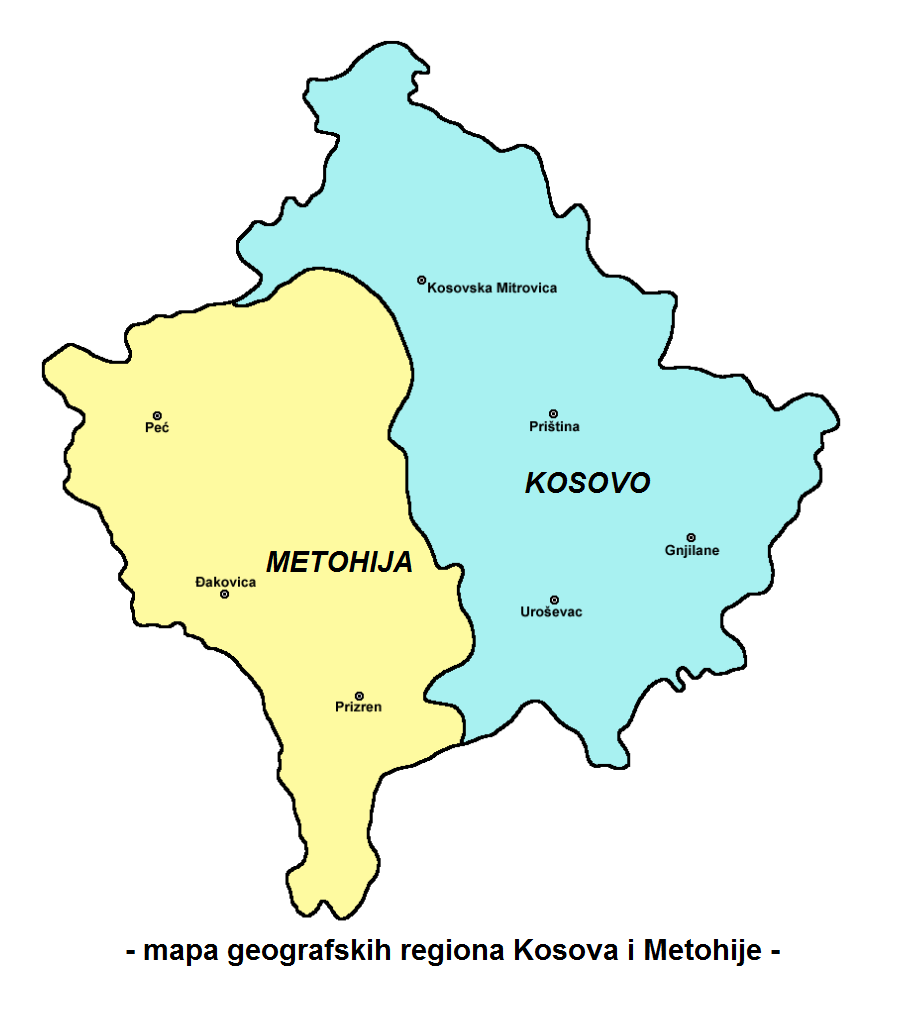
Metochie (3 340 km²) v rámci Kosova

Celá oblast, která dnes odpovídá tomuto území, se v češtině běžně označuje jednoduše jako Kosovo a v albánštině jako Kosova (určitý tvar) nebo Kosovë („neurčitý“ tvar, [kosov]). V Srbsku se formálně rozlišují východní a západní oblasti; pro východní část s centrem na historickém Kosově poli se používá termín Kosovo (Косово), zatímco západní část se nazývá Metohija (Метохија) (albánsky Dukagjini).
Kosovo (srbsky Косово) je srbský střední rod přivlastňovacího přídavného jména, odvozeného od slovanského slova kos (česky „kos“). Je to elipsa neboli výpustek pro název území Kosovo Polje, na kterém proběhla v roce 1389 pro Srbsko tragická bitva na Kosově poli. Název planiny se vžil pro provincii Kosovo, která vznikla v roce 1864.
Albánci označují Kosovo také jako Dardanii, což je název starověkého království a pozdější římské provincie, která se rozkládala na území dnešního Kosova. Název je odvozen od starověkého kmene Dardanů, pravděpodobně souvisí s protoalbánským slovem dardā, které znamená „hruška“. Bývalý prezident Kosova Ibrahim Rugova byl nadšeným zastáncem „dardanské“ identity a kosovská prezidentská vlajka a pečeť se k této národní identitě vztahují. Mezi albánským obyvatelstvem však zůstává více používán název „Kosova“.
Současné hranice Kosova byly vytyčeny ještě jako součást Jugoslávie v roce 1945, kdy byla vytvořena Autonomní oblast Kosovo a Metohije (1945–1963) jako správní jednotka nové Socialistické republiky Srbsko. V roce 1963 byla povýšena z úrovně autonomní oblasti na úroveň autonomní provincie jako Autonomní provincie Kosovo a Metohije (1963–1968). V roce 1968 byl dvojí název „Kosovo a Metohija“ redukován na prosté „Kosovo“ v názvu Socialistická autonomní provincie Kosovo. V roce 1990 byla provincie přejmenována na Autonomní provincie Kosovo a Metohije.
Oficiální konvenční dlouhý název státu je Republika Kosovo, jak je definován v kosovské ústavě, a používá se pro mezinárodní reprezentaci Kosova. Kromě toho se Kosovo v důsledku ujednání dohodnutého mezi Prištinou a Bělehradem při rozhovorech zprostředkovaných Evropskou unií účastní některých mezinárodních fór a organizací pod názvem „Kosovo*“ s poznámkou pod čarou: „Tímto označením nejsou dotčeny postoje ke statusu a je v souladu s rezolucí Rady bezpečnosti OSN č. 1244 a stanoviskem Mezinárodního soudního dvora k vyhlášení nezávislosti Kosova“. Toto ujednání, kterému se přezdívá „dohoda s hvězdičkou“, bylo dohodnuto v jedenáctibodovém ujednání, které bylo schváleno 24. února 2012.

## Dějiny
Území Kosova bylo ve starověku na rozhraní tří indoevropských skupin: Illyrů, Thráků a Řeků. Území se dostalo pod vliv Makedonského království a od 1. století n. l. bylo začleněno do římské říše jako součást provincií Macedonia a Moesia. Část obyvatelstva se romanizovala (pozdější Rumuni). Po rozpadu římské říše toto území náleží k východořímské provincii Dacia.

### Středověk

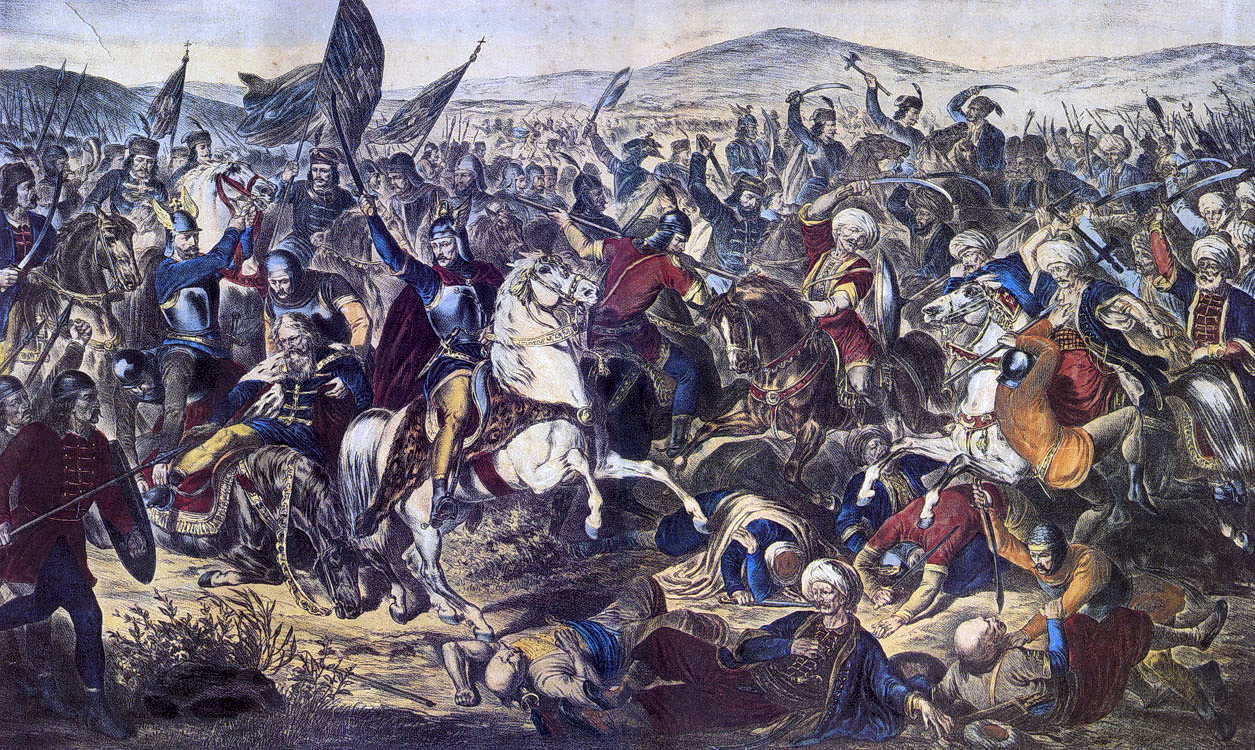
Bitva na Kosově poli (1389)

Srbsko předtím, než bylo roku 1459 dobyto osmanskými Turky

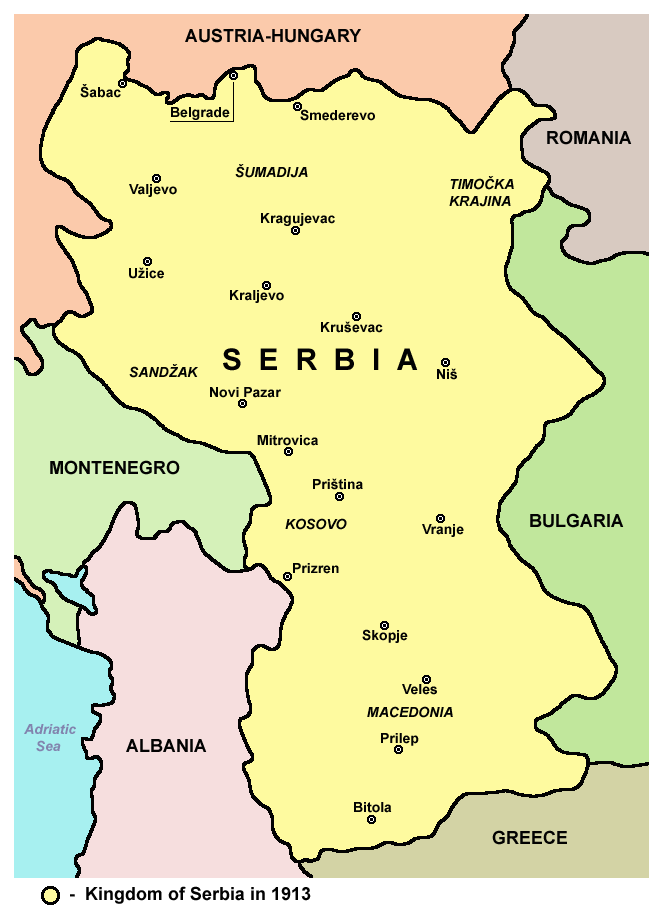
Srbské království v roce 1913

V 6.–7. století do této oblasti přišli Slované, kteří se stali dominujícím etnikem. Slované postupně vytlačili původní obyvatelstvo směrem k pobřeží či na jih a toto území se stalo základnou pro jejich nájezdy na Byzantskou říši a budování jejich vlastního státu.
Od 11. století zde bylo stavěno několik pravoslavných klášterů. Kosovo a sousední Metochii Srbové proto považují za kolébku a zároveň i hrob své středověké státnosti (království Rašky a pozdějšího sjednoceného Srbska) i duchovní centrum země – město Peć bylo v letech 1346–1463 a znovu 1557–1766 sídlem srbského patriarchy. Z kosovského města Prizren ovládal car Dušan IV. Silný (vrstevník českého krále Karla IV.) velkou část Balkánu a aspiroval na postavení byzantského císaře. Následný úpadek srbské a především byzantské říše dal šanci novému nepříteli, Osmanské říši. Postup osmanských Turků směrem do nitra Balkánu vedl nakonec k rozhodnému střetu. Dne 28. června 1389 se odehrála bitva na Kosově poli, v níž bylo srbské vojsko vedené knížetem Lazarem poraženo tureckým vojskem. Krvavá bitva skončila z vojenského hlediska nepříliš výrazným vítězstvím Turků, ovšem z politického hlediska znamenala pro Srbsko katastrofu a hluboce ovlivnila následné dějiny Evropy. Turci měli otevřenou cestu k výbojům na sever (o sedm let později padla Druhá Bulharská říše a poté i další jihoslovanské státy).
Během vlády Osmanské říše nad balkánskými národy, bezmála trvající pět staletí, Albánci, podobně jako nemalá část Slovanů v Bosně – dnešní Bosňáci – přijala tehdejší státní víru, islám. Muslimové byli po všech stránkách zvýhodňováni, méně často např. čelili perzekucím a platili rovněž nižší daně, ale zato museli sloužit ve vojsku. Ke změně etnicko–náboženské situace Balkánu také přispěla „daň krve“ (povinné odvody křesťanských chlapců do janičárských jednotek) a vyvraždění velké části původní slovanské (křesťanské) šlechty Turky.[zdroj?]

### Součást Království Jugoslávie

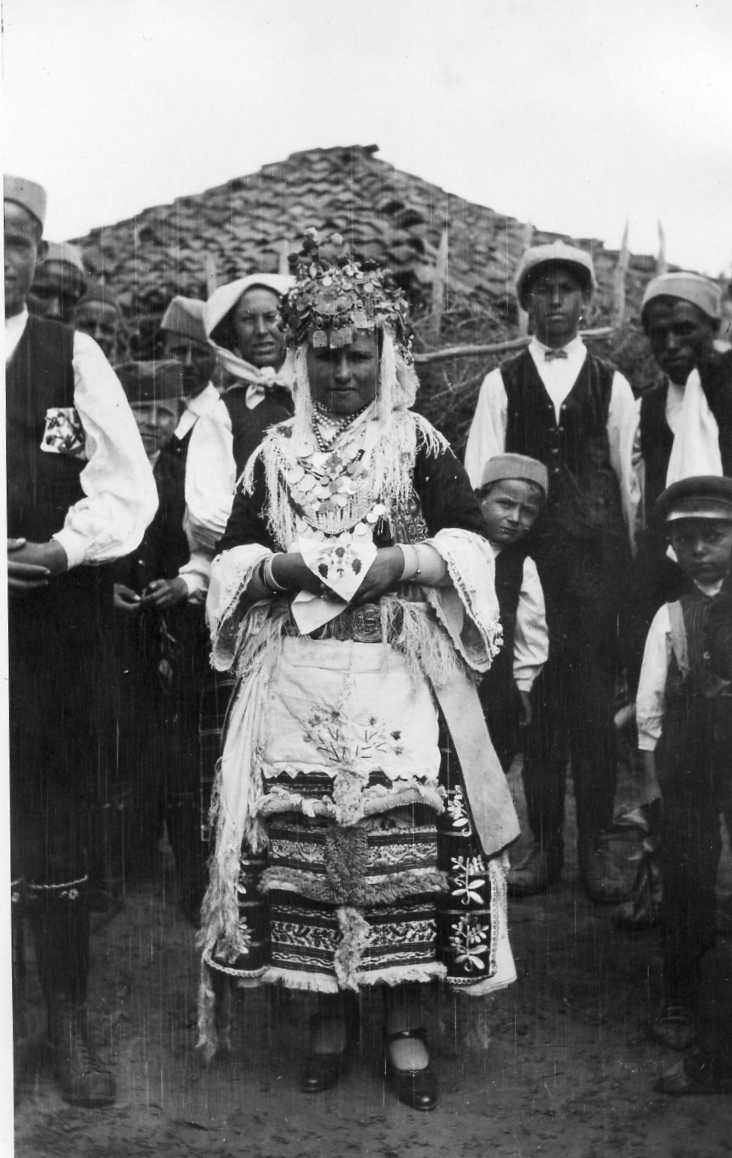
Rodina z Kosova Polje, první polovina 30. let 20. století

Území dnešního Kosova bylo až do 1. balkánské války (1912–1913) jednou z posledních oblastí na Balkáně, kterou ovládala Osmanské říše. Albánské národní hnutí vytvořilo a začalo naplňovat svůj program o několik desetiletí později než Srbové, Řekové a Černohorci. Z toho důvodu byl počátek jejich národního odporu vůči Osmanům značně opožděn. Srbsko se již za rusko–turecké války v letech 1877–1878 pokusilo znovu získat území Kosova – Rusové tehdy zatlačili osmanské síly až k Cařihradu – srbská armáda při svém vpádu plenila a vyvražďovala místní muslimské (převážně albánské) obyvatelstvo, ale nakonec Berlínský kongres roku 1878 srbský záměr nadlouho zhatil.
Brzy po 1. balkánské válce, v roce 1914, vypukla první světová válka, v průběhu které se dočasně poražené srbské vojsko a část obyvatelstva stahovalo přes Kosovo, Metochii a Albánii do Řecka. Po konci první světové války v roce 1918 se Kosovo a Metochie staly součástí nově vzniklého království Království Jugoslávie. Střety jugoslávských ozbrojených složek a albánských ozbrojenců trvaly až do roku 1920, avšak ani poté nebyl v Kosovu klid.

### Italský protektorát Albánské království (1941–1945)

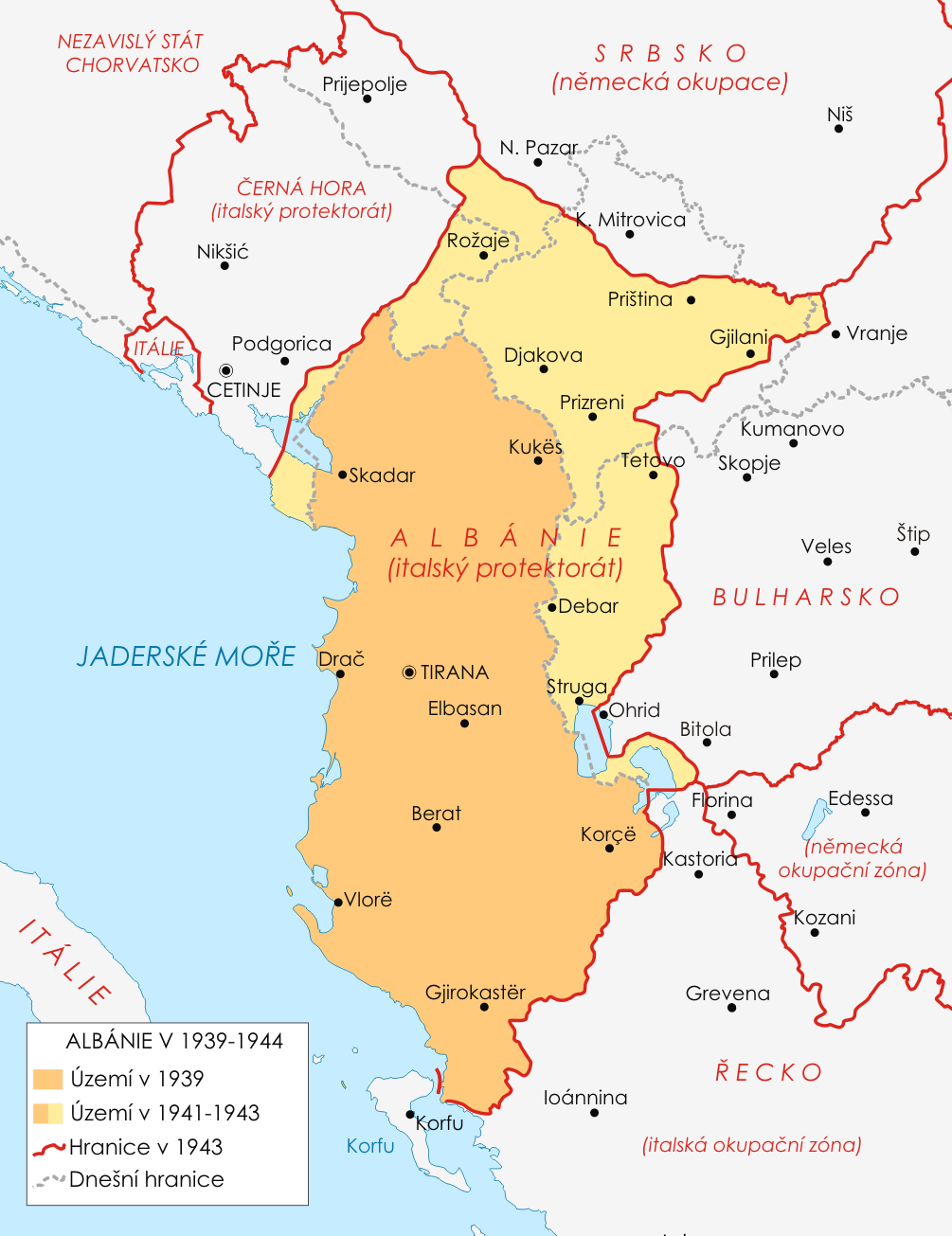
Fašistické Albánské království, 1941–1944

V roce 1939 ovládla Albánii Itálie a začala tam vládnout formou personální unie, o dva roky později, v roce 1941, kapitulovala Jugoslávie a větší část území Kosova zabrala Itálie, která ho připojila k satelitnímu státu Albánské království. V Kosovu začala etnická čistka, v jejímž průběhu bylo Albánci zavražděno asi 10 000 Srbů, své domovy muselo opustit 70 000 srbských rodin.[zdroj?] Tento stav však netrval dlouho a skončil v roce 1944.

### Socialistická autonomní oblast Kosovo (1945–1987)

Republiky a autonomní území Jugoslávie

Autonomní Kosovská oblast byla na území Kosova vyhlášena poprvé v roce 1945. Už od počátku byla autonomie značně omezená a ze strany Srbů docházelo k častým perzekucím.[zdroj?] Na straně druhé však Titův komunistický režim bral půdu srbským sedlákům, které označil za kulaky, a tu pak přiděloval albánské chudině.[zdroj?] Po válce přišlo do Kosova též mnoho ekonomických přistěhovalců z Albánie, kteří též dostávali půdu zabavenou srbským sedlákům. Albánci byli komunisty považovaní za značně politicky nespolehlivé, takže na rozdíl od Černohorců nebyli v Jugoslávii považování za státotvorný národ (ač byli početnější).
V roce 1966 byla Kosovu udělena zvýšená míra autonomie, která však nepřinesla spokojenost ani jedné straně. Srbové v tom viděli oslabování jejich vlivu v rámci Jugoslávie a útlak od většinových Albánců, a Albánci se i nadále snažili o dosažení republikového postavení v rámci Jugoslávie. Z toho důvodu se konaly i mohutné demonstrace, především v roce 1968 a znovu po Titově smrti v roce 1981. Všechny projevy odporu ze strany většinových Albánců i menšinových Srbů však byly bezpečnostním aparátem Jugoslávie potlačeny. Počet Albánců se v letech 1948–1991 v Kosovu ztrojnásobil a mnozí Srbové a Černohorci se začali cítit izolovaně poté, co mnoho vesnic bylo tvořeno Albánci a Slované zůstávali jen v počtu několika málo rodin.[zdroj?] Výrazná byla i migrace Srbů do Srbska za prací, což ještě více nahrávalo Albáncům při rozšiřování ryze albánských území. Růst albánské populace spolu s krizí konce 70. let mělo za následek, že albánské rodiny s velkým počtem dětí se ocitly v chudobě, byl nedostatek bydlení.

### Zrušení autonomie a vyostření vztahů (1987–1998)
Autonomii Kosova ukončila nová srbská ústava z 28. září 1990 a Kosovo se dostalo pod přímou srbskou správu.
Dne 27. února 1989 byl v Kosovu vyhlášen výjimečný stav. Ze strany jugoslávské policie nastaly represe, při nichž bylo zabito 83 Albánců a stovky dalších byly zraněny. O měsíc později Srbsko zrušilo většinovou albánskou samosprávu. Kosovští Albánci na tento krok reagovali bojkotem jugoslávských úřadů. Za účelem obnovení a rozšíření autonomie zakládá Ibrahim Rugova Demokratickou ligu Kosova. Dne 2. července roku 1990 parlament Kosova v Prištině vyhlásil nezávislost na Jugoslávii, během několika dnů byl však vedením země rozpuštěn a nahrazen novou regionální vládou.
Demokratická liga Kosova stínové albánské instituce a mírovým způsobem usilovala o nezávislost. V 90. letech vznikly neformální struktury Kosovských Albánců, jako školy (poté, co bylo zakázáno vyučovat v albánštině), včetně neoficiální univerzity, poté, co byla prištinská albánská univerzita rozpuštěna. Poslanci rozpuštěného albánského parlamentu pracovali v ilegalitě, což vyústilo tím, že 22. září 1991 na tajném hlasování v Kačaniku u Prištiny vyhlásili Kosovo za nezávislý stát. Následovalo referendum, kde 99,7 % hlasujících potvrdilo, že od 9. října 1991 je Kosovo z vůle lidu nezávislé.
Během let 1993 až 1995 se obě strany uchýlily k vyčkávací taktice. Albáncům bylo jasné, že připravené srbské zbraně by Kosovo srovnaly se zemí a Srbové se snažili během válek v Bosně a Chorvatsku působit mírotvorně.

### Válka vKosovu a zásah NATO (1998–1999)

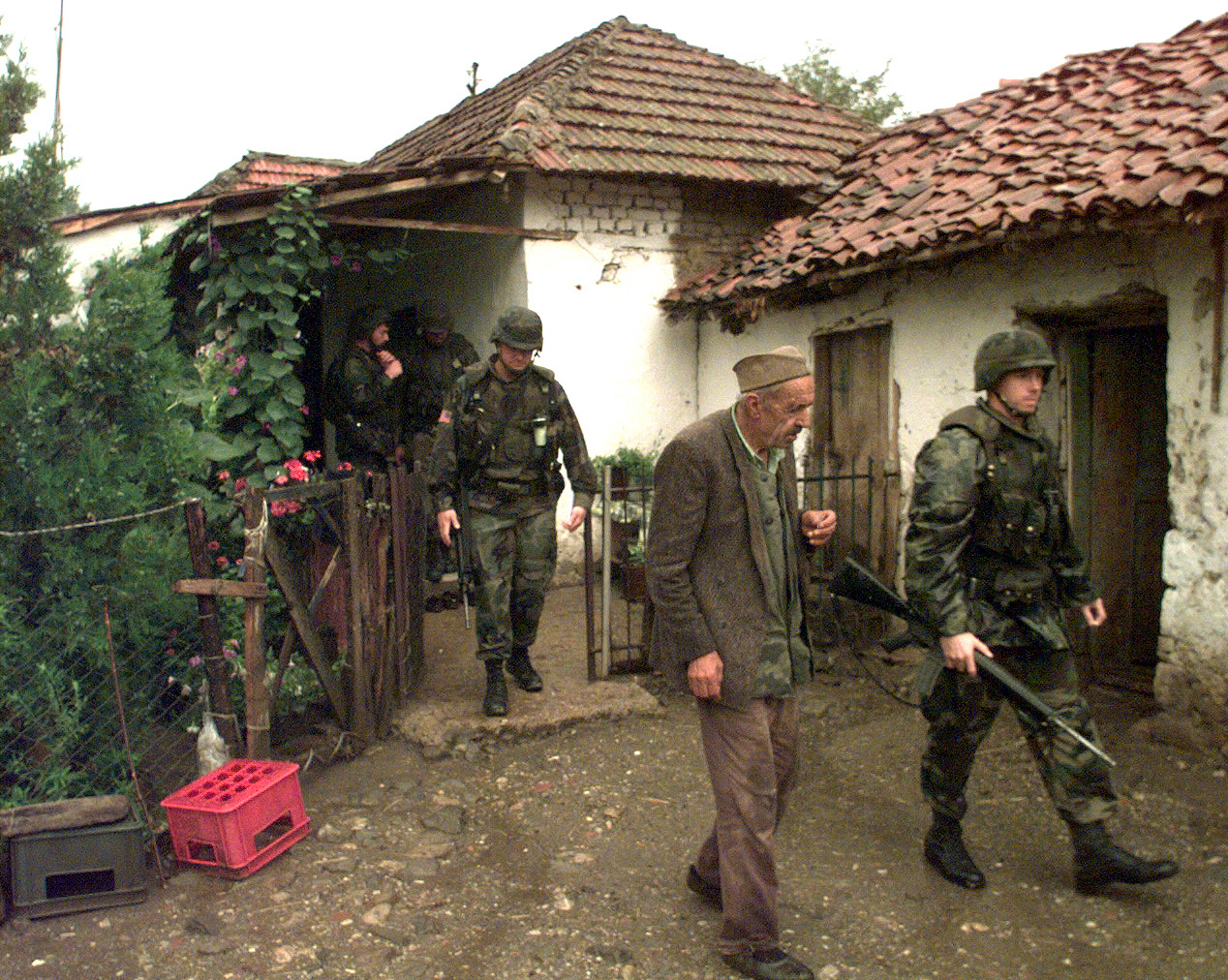
Američtí vojáci odvádějí srbského civilistu poté, co v jeho domě našli pušku (červenec 1999)

Významným mezníkem v kosovské historii se stalo podepsání Daytonské dohody 14. prosince 1995, která potvrzovala rozpad Jugoslávie, ale nepočítala s Albánci v Kosovu, protože Kosovo nemělo status svazové republiky. To oslabilo politiku LDK, ale zároveň vedlo k radikalizaci albánského odporu. V roce 1996 vznikla oficiálně albánská ozbrojená organizace Kosovská osvobozenecká armáda (UÇK), která postupně zahájila ozbrojený odpor. Nejprve prováděla teroristické útoky proti policejním stanicím, úřadům a institucím, poté sváděla i drobné potyčky se srbskými policejními jednotkami. Její financování probíhalo zejména prostřednictvím organizovaného zločinu v evropských zemích, zejména obchodu s drogami a „bílým masem“.
Roku 1997 vypukla v Kosovu občanská válka mezi UÇK a srbskými jednotkami. Bělehrad nejprve váhal s rozsáhlou ofenzívou proti povstalcům, ale když 23. března 1998 označil velvyslanec USA pro Balkán Robert Gebard UÇK jako „nepochybně teroristickou organizaci,“ prezident Slobodan Milošević zahájil vojenské akce. Jeho hlavním cílem bylo získání kontroly nad územími ovládanými UÇK, jež Kosovo etnicky čistila od nealbánského obyvatelstva. Srbové systematicky ničili archivy a dokumenty Albánců, aby byl znemožněn jejich návrat.[zdroj?] Z Kosova začali prchat někteří obyvatelé. Albánci páchali etnické čistky na srbských rodinách, které žily uprostřed albánské většiny. Kosovská osvobozenecká armáda UÇK se postupně dostávala do popředí a z rozhodování o Kosovu vytlačovala umírněné představitele demokratických sil, v jejichž čele byla Demokratická liga Kosova pod vedením Ibrahima Rugovy. UÇK začala likvidovat i některé své oponenty uvnitř i vně své organizace, kteří nesouhlasili s jejím postupem.
Dne 16. ledna 1999 došlo k masakru v Račaku, kde bylo dle tvrzení Albánců pobito 45 albánských civilistů. Srbské orgány s touto interpretací nesouhlasily a tvrdily, že těla Albánců byla upravena tak, aby to vypadalo jako těla civilistů. Bývalý brigádní generál německé armády a poradce OBSE ve Vídni Heinz Loquai, který měl později možnost nahlédnout do některých tajných dokumentů OBSE, zjistil, že na místě činu byly uskutečněny změny, takže někteří ze zabitých kosovských Albánců nebyli zabiti v masakru, ale v bojích se srbskými bezpečnostními silami. Počátkem roku tak jugoslávská armáda zahájila další ofenzívu.
V únoru a březnu byla pod záštitou mezinárodního společenství zahájena jednání mezi Srby a Albánci, která však skončila s ohledem na podmínky Rambouilletské smlouvy, podle níž se Kosovo mělo postupně osamostatnit, fiaskem. Albánská delegace, pod vedením poměrně neznámého velitele UÇK Hashima Thaçiho, nakonec souhlasila s odzbrojením UÇK, autonomií v rámci Jugoslávie a přítomností NATO. Hashim Thaçi se však k podpisu nezavázal a řekl, že se albánská delegace vrátí na jednání do Francie 15. března. Srbové přítomnost sil Severoatlantické aliance odmítali a dohodu z Rambouillet jako celek nepřijali.
Dne 19. března srbské jednotky zahájily další ofenzívu. Srbské akce proti jednotkám UÇK byly rychlé a agresivní. Docházelo i k dalším akcím polovojenských srbských jednotek vůči Albáncům i jednotek UÇK proti Srbům, k dalšímu vypalování a zabíjení; nově navíc také k zabavování dokladů a násilnému odsunu Albánců za hranice Jugoslávie. Obnovená válka v Kosovu současně připravila o domov podle odhadů více než půl milionu obyvatel, za celou válku Kosovo opustilo podle různých zdrojů asi milion lidí, některé zdroje uvádějí, že 800 000 Albánců bylo násilím přinuceno k opuštění země, či že skoro 1,5 milionu Kosovských Albánců muselo opustit své domovy. Tyto válečné zločiny Srbských ozbrojených složek bylo důvodem, proč NATO – poté, co Miloševič opakovaně odmítal přestat s válečnými akcemi – schválilo 23. března provedení intervence. Následující den započaly letecké útoky NATO na Jugoslávii. Akce byla nazvaná Operace Spojenecká síla.
Kritici intervence NATO udávají, že jestliže při předcházejících bojích uprchlo do okolních zemí zhruba 150 tisíc Albánců, pak za 78 dní bombardování NATO činil počet uprchlíků hrozivých 800 tisíc Albánců a 100 tisíc Srbů. Nicméně, podle jiných zdrojů, počet lidí uprchlých z domova byl již v roce 1998 v řádu stovek tisíc (dle různých odhadů 300 až 600 tisíc), především Albánců, takže je otázka, kolik z těchto údajně nových uprchlíků bylo vyhnáno před a kolik po započetí invaze. Vyhánění kosovských obyvatel Srbskou armádou i během zásahu NATO je doloženo. Analýzou dat lze ukázat, že zásahy NATO neměly vliv na intenzitu těchto válečných zločinů, což vyvrací předkládanou kritiku, že by se akce NATO nějak podílely na příčinách těchto válečných zločinů.
Jsou doloženy konkrétní válečné zločiny provedené srbskými ozbrojenými složkami – např. v roce 2009 srbský soud odsoudil 4 bývalé srbské policisty za vraždu 50 albánských civilistů ve městě Suva Reka. Takových překročení válečného práva je ovšem doloženo mnoho, viz např. Pro vyšetřování těchto zločinů byl zřízen mezinárodní tribunál k vyšetřování válečných zločinů, který mj. potvrdil, že provádění těchto válečných zločinů nebyly excesy, nýbrž byly prováděny systematicky, jak dokládá např. rozsudek nad Vlastimirem Đorđevićem. Tento tribunál za tyto zločiny následně odsoudil některé vrcholné srbské představitele. Někteří autoři zmíněné válečné zločiny dokonce označují za genocidu. Válečné zločiny ovšem páchala i UÇK, což bylo v počátcích vyšetřování Kosovských válečných zločinů přehlíženo. Nyní (2021) probíhají soudy s představiteli UÇK.
9. června začalo stahování srbských vojsk z Kosova a 10. června NATO ukončilo bombardování Jugoslávie. Vzápětí byla schválena rezoluce RB OSN, která umožnila vstup vojsk OSN na území Kosova. Od 12. června 1999 byla oblast na základě statusu chráněného rezolucí RB OSN č. 1244 spravována OSN a Kosovu byla v rezoluci přiznána autonomie v rámci Srbska, fakticky ale Srbsko ztratilo nad Kosovem kontrolu. Zdejší Albánci zde záhy vytvořili místní parlament, vládu, jakož i další nezávislé instituce.

### Pod správou OSN a NATO (2000–2008)

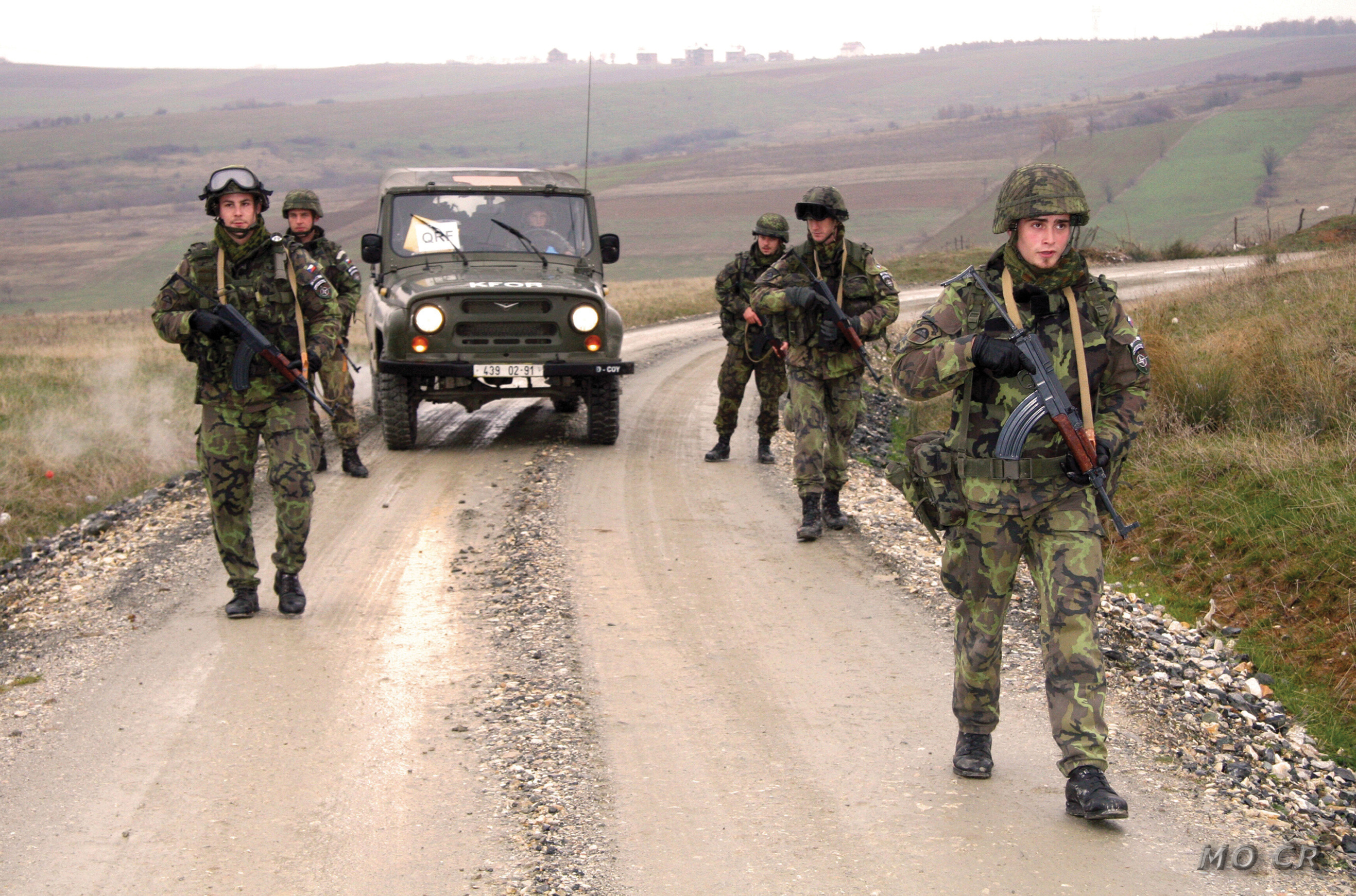
Příslušníci Armády České republiky na hlídce v Kosovu v rámci mise KFOR pod velením NATO

Místo srbské vlády podle rezoluce č. 1244 RB OSN spravuje Kosovo Mise OSN v Kosovu (UNMIK), na klid v Kosovu (bezpečnost srbské menšiny) dohlíží jednotky NATO pod označením KFOR (Kosovo Force).
Ani po obsazení Kosova vojsky NATO a ustanovení Mise OSN v Kosovu (UNMIK) se situace v Kosovu nevyvíjela podle očekávání. Již v únoru roku 2000 dostala OSN zprávu, že Kosovský ochranný sbor (TKM) ilegálně zatýká občany, vede vyšetřování, prohlíží občany a zabavuje jim jmění, vynucuje ilegální daně a placenou ochranu, vyhání lidi z jejich majetků. Představitelé odboru ochrany lidských práv požadovali, aby UNMIK a KFOR trvaly na splnění dohod, podle nichž se TKM nesmí chovat jako policie a musí zůstat apolitická. Pokračovaly etnické čistky vůči Nealbáncům, násilí bylo použito i proti politickým oponentům z řad Albánců. Také docházelo k dalšímu vypalování srbských pravoslavných kostelů. Kosovský ochranný sbor též začal podněcovat, vyzbrojovat albánské separatisty v sousední Makedonii, posílal tam své velitele a dodával zbraně.
Po pádu Miloševičovy vlády v Jugoslávii byl zpracován plán stabilizace, který byl schválen jak novou jugoslávskou vládou, tak i Evropskou unií, Washingtonem i Moskvou. Představiteli bývalé UÇK, která se stala fakticky vůdčí silou v Kosovu, byl prakticky odmítnut.[zdroj?]

### Vyhlášení nezávislosti

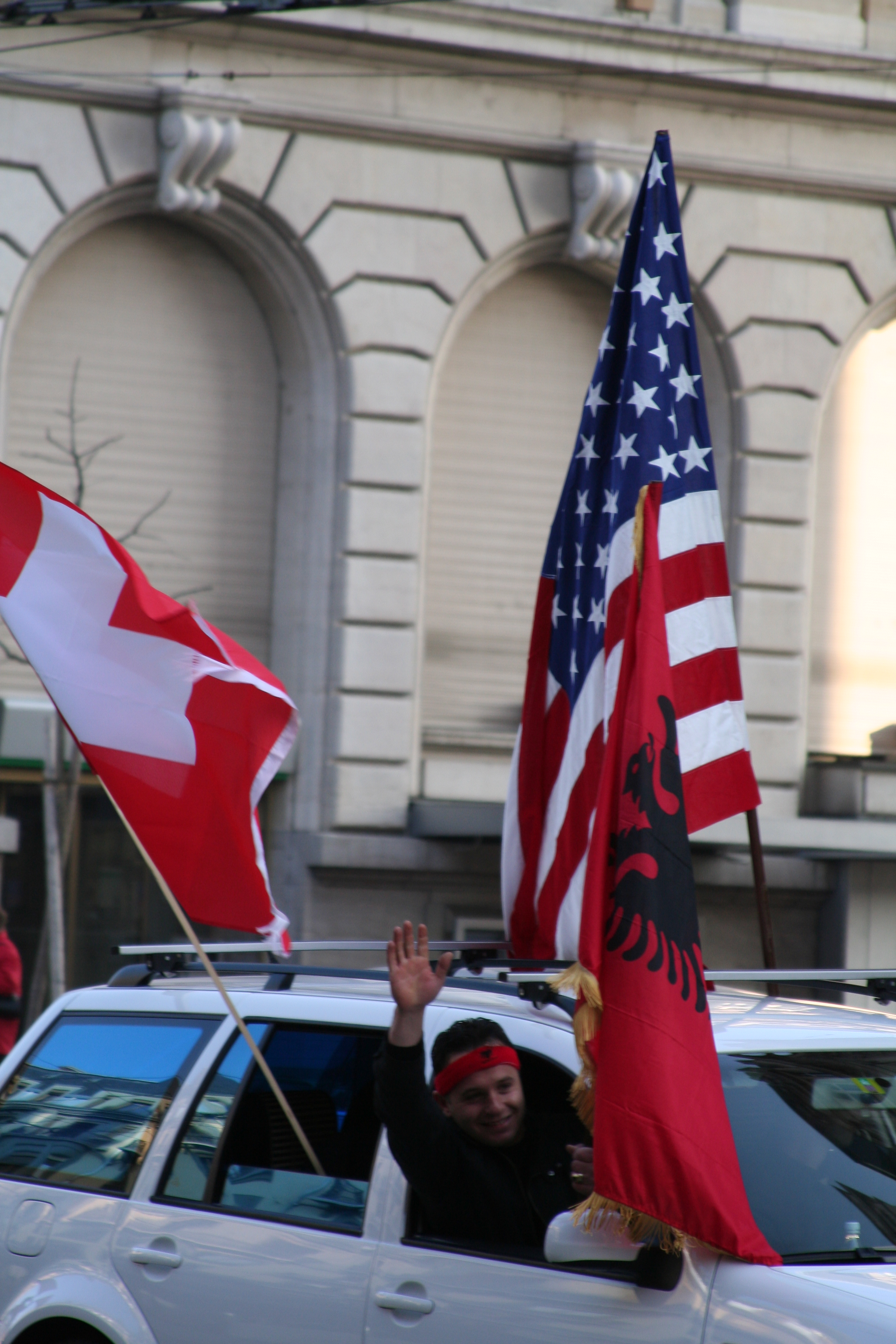
Albánci oslavující nezávislost Kosova

Původně kosovští Albánci plánovali vyhlásit nezávislost 10. prosince 2007, ale vzhledem k prezidentským volbám v Srbsku na začátku roku 2008 byl po konzultacích se západními mocnostmi, které nechtěly kandidátovi Tadićovi ve volbách uškodit, termín posunut.[chybí lepší zdroj] Parlament autonomní oblasti vyhlásil dne 17. února 2008 v 15:50 SEČ nezávislost na Srbsku a prohlásil Kosovo za demokratický, světský a multietnický stát.
Oficiální orgány a představitelé Srbska jednostranně vyhlášenou nezávislost odmítli uznat a považují Kosovo v souladu se srbskou ústavou z roku 2006 za Autonomní oblast Kosovo a Metochie a za součást nedělitelného státního území Srbska.

### Činnost kosovského státu

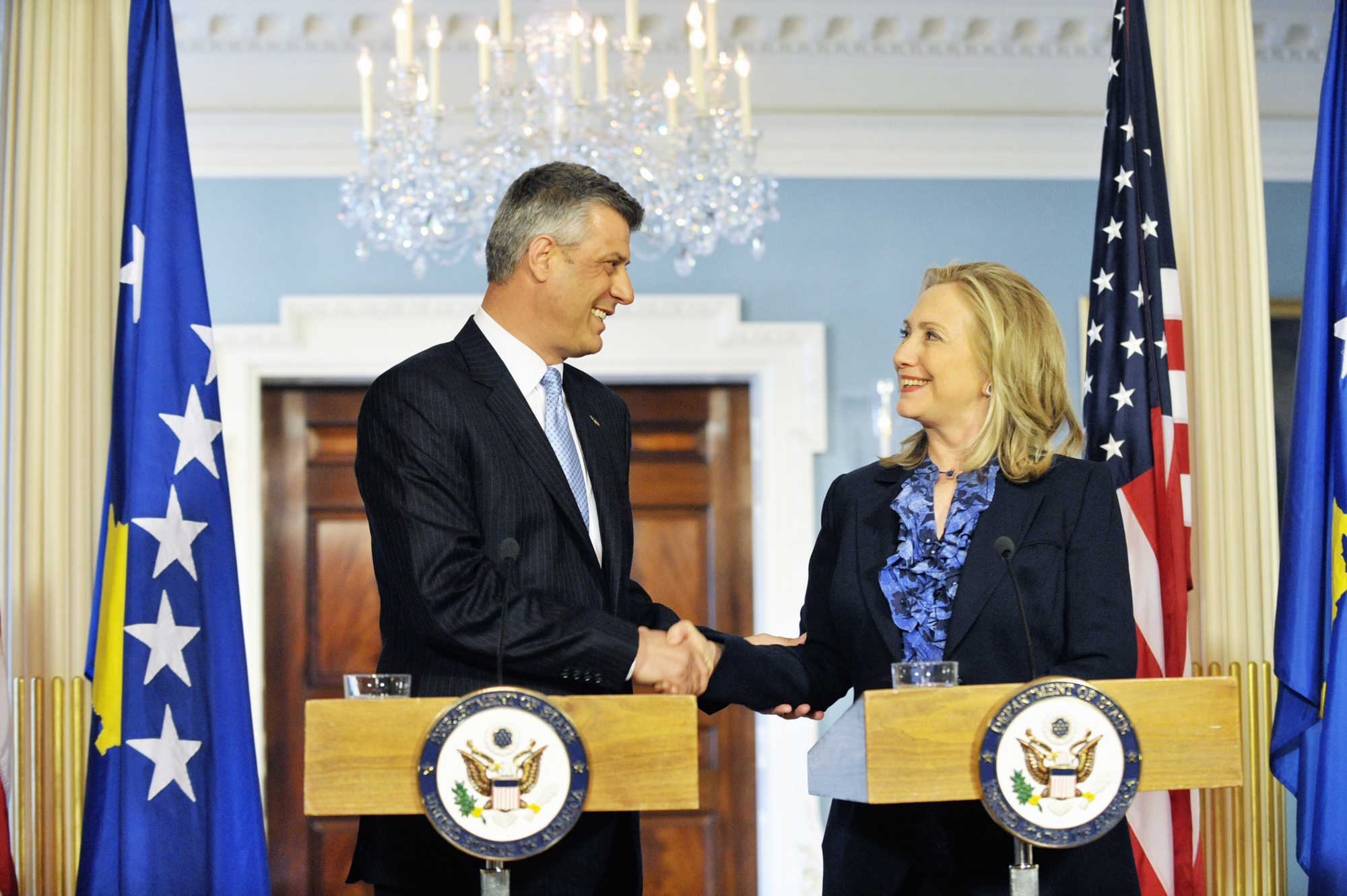
Kosovský premiér Hashim Thaçi a americká ministryně zahraničí Hillary Clintonová v roce 2012

V roce 2010 se kosovský ústavní soud zabýval stížností, že druhý prezident Kosova Fatmir Sejdiu v rozporu s ústavou zároveň zastával prezidentský post i funkci předsedy politické strany. V září 2010 na prezidentskou funkci rezignoval.
V únoru 2011 kosovský zákonodárný sbor ve třetím kole volby prostou většinou zvolil prezidentem Kosova kontroverzního magnáta Behgjeta Pacolliho, předsedu strany Aliance pro nové Kosovo, ten se ujal funkce 22. února 2011. Opoziční poslanci z Demokratické ligy Kosova a Aliance pro budoucnost Kosova volbu kvůli Pacolliho minulosti bojkotovali a následně proti volbě podali stížnost k ústavnímu soudu s tím, že sbor při volbě nebyl usnášeníschopný a někteří poslanci byli před třetím kolem zastrašováni. Ústavní soud dal stěžovatelům v březnu za pravdu a volbu zrušil. Opozici na Pacollim vadilo především to, že svým podnikáním má úzké vazby k Rusku, které samostatnost Kosova neuznává.
Dne 7. dubna 2011 byla parlamentem hned v prvním kole jako nová prezidentka země zvolená Atifete Jahjagová, která svoji funkci vykonávala do dubna 2016. Po ní byl prezidentem Hashim Thaçi, který byl v devadesátých letech velitelem Kosovské osvobozenecké armády. Ten v listopadu 2020 předčasně odstoupil kvůli obviněním z válečných zločinů. Od listopadu 2020 vedla zemi jako prozatímní prezidentka Vjosa Osmaniová a dne 4. dubna 2021 byla zvolena jako prezidentka řádná.

## Státní symboly

Státní znak Kosovské republiky

### Vlajka
Kosovská vlajka je tvořena modrým listem o poměru stran 5:7. Na listu je žluto-oranžová silueta území, nad ní do oblouku šest bílých pěticípých hvězd

### Znak
Kosovský státní znak, který kopíruje kresbu vlajky, je tvořen zlatou siluetou kosovského území pod šesti bílými, pěticípými hvězdami, na modrém, zlatě lemovaném štítu.

### Hymna
Kosovská hymna je píseň Europa (česky Evropa). Hymnu složil Mendi Mengjiqi, oficiální text hymna nemá.

## Geografie

Topografická mapa

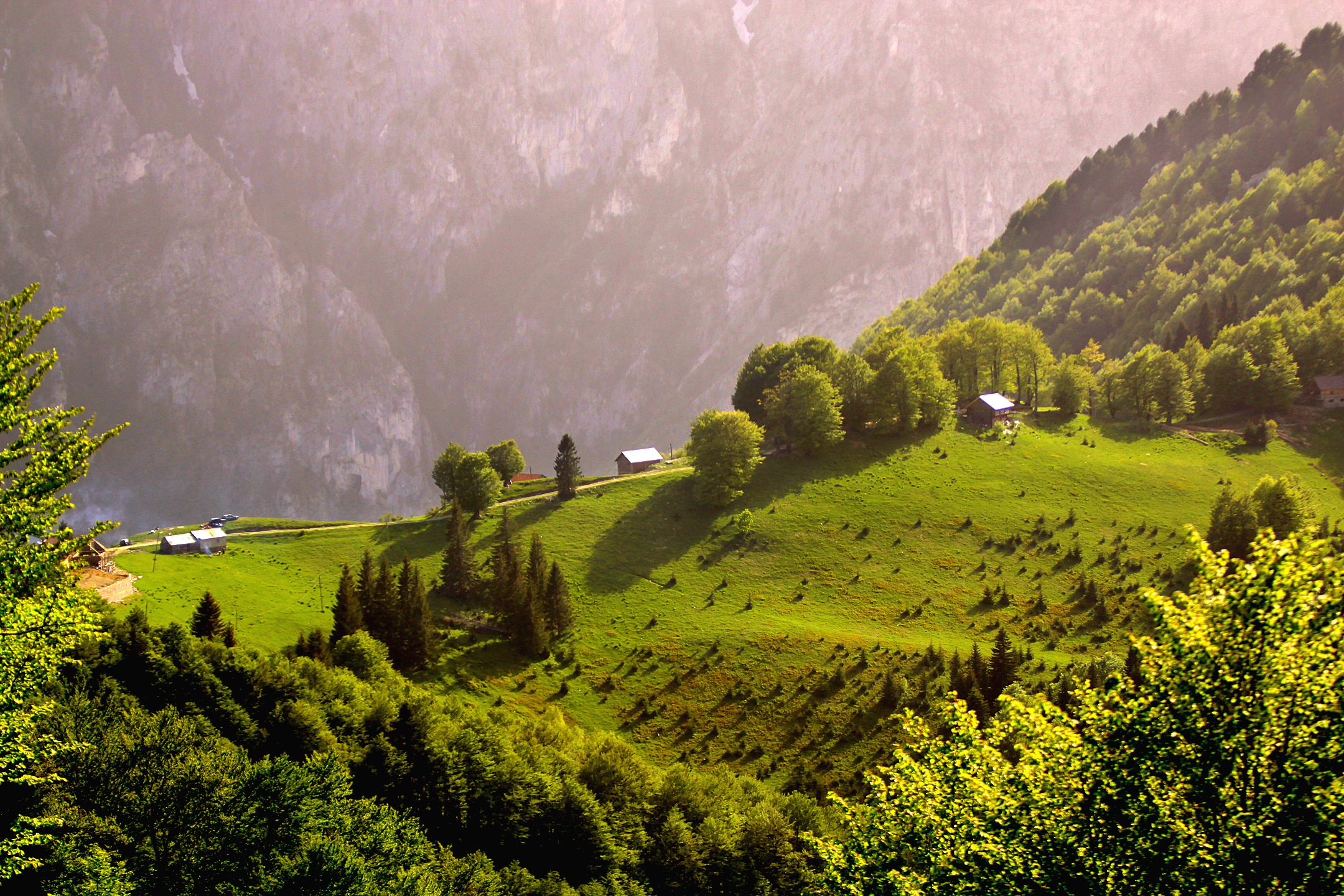
Krajina v Rugově v národním parku Bjeshkët e Nemuna na hranici s Albánií

Kosovo s celkovou rozlohou 10 887 km² je vnitrozemský stát, který se nachází v centru Balkánského poloostrova v jihovýchodní Evropě. Leží mezi 42° a 43° severní šířky a 20° a 22° východní délky. Nejsevernějším bodem je Bellobërda na 43° 14' 06" severní šířky, nejjižnějším Restelica na 41° 56' 40" severní šířky, nejzápadnějším bodem je Bogë na 20° 3' 23" východní délky a nejvýchodnějším bodem je Desivojca na 21° 44' 21" východní délky. Tradičně se, i dle oficiálních kosovských zdrojů, za nejvyšší bod země považuje Gjeravica (2656 m) na západě země v pohoří Prokletije poblíž trojmezí s Černou Horou a Albánií, ačkoli Velká Rudoka (2658 m n.m., makedonsky Velika Rudoka, albánsky Maja e Njeriut) na jihu země v pohoří Šar Planina může být o něco vyšší; pochybnosti vyplývají z nedostatku přesných měření a nejistého průběhu hranice. Nejnižším bodem Kosova je na jihozápadě hladina albánské vodní nádrže Fierza (v Kosovu tzv. „Vrbnické jezero“, Liqeni i Vërmicës) na Bílém Drinu, ve výšce okolo 280 m n. m. (podle vodního stavu). Hranice Kosova je dlouhá asi 700 km. Hraničí s Albánii na jihozápadě (112 km), se Severní Makedonií na jihovýchodě (160 km), s Černou Horou na západě (76 km), a Srbskem na severu a východě (366 km).

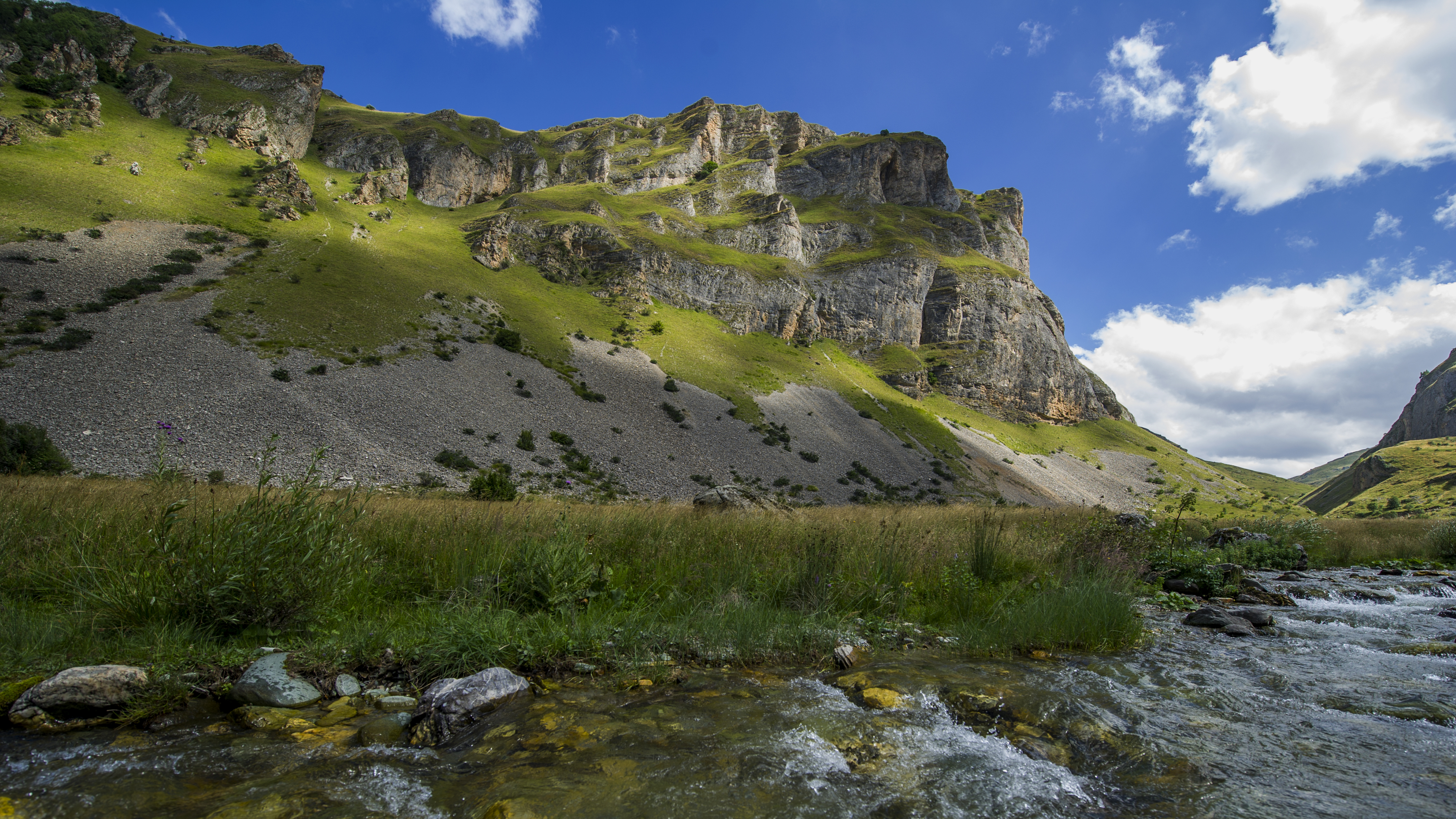
Šar planina pokrývá desetinu území Kosova.

Většině hranic Kosova dominuje hornatý a vysoko položený terén. Nejvýraznějšími topografickými prvky jsou pohoří Prokletije (Albánské alpy) a pohoří Šar Planina. Prokletije je geologickým pokračováním Dinárských hor. Pohoří se táhne příčně západním směrem podél hranic s Albánií a Černou Horou. Na jihovýchodě se převážně rozkládá pohoří Šar planina, které tvoří hranici se Severní Makedonií. Kromě horských pásem tvoří území Kosova převážně dvě velké roviny, Kosovo pole na východě a níže položená Metohijská nížina na západě, kterou od sebe odděluje středohorské pásmo Crnoljeva Planina (Carralevë). V severním výběžku Kosova se nachází pohoří Kopalnik s vrcholem Pančićův vrch (2017 m). Horská pásma na východě země dosahují výšek jen okolo 1200 m.

Hydrologické zdroje Kosova jsou poměrně malé; v Kosovu se nachází jen několik jezer, z nichž největší jsou Gazivoda, Radonjić, Batlava a Badovac. Kromě nich má Kosovo také krasové prameny, termální a minerální vody. Z hydrologického hlediska lze Kosovo označit za „střechu Balkánu“ – většina jeho řek zde pramení, a odtékají do tří různých moří. Mezi nejdelší kosovské řeky patří Bílý Drin (odvodňován do Jaderského moře), Jižní Morava a její přítok Ibar (do Černého moře). Sitnica, přítok Ibaru, je největší řekou ležící celým tokem na území Kosova. Černomořsko-egejské rozvodí na Kosově Poli je velmi nevýrazné – symbolem toho je říčka Nerodimka, která představuje raritní evropský případ bifurkace do dvou úmoří, neboť se před Uroševcem větví na dvě ramena, z nichž severní odtéká prostřednictvím Sitnice do Černého moře a jižní skrze Lepenac (a následně Vardar) do Egejského moře.

### Podnebí
Na většině území Kosova převládá vlhké kontinentální podnebí se středomořskými a alpskými vlivy, nicméně podnebí je silně ovlivněno blízkostí Jaderského moře na západě, Egejského moře na jihu a také evropské pevniny na severu.
Nejchladnějšími oblastmi jsou horské oblasti na západě a jihovýchodě, kde naopak převládá alpské klima. Nejteplejší oblasti se nacházejí především v krajních jižních oblastech v blízkosti hranic s Albánií, pro které je charakteristické středomořské klima. Průměrná měsíční teplota se pohybuje mezi 0 °C (v lednu) a 22 °C (v červenci). Průměrný roční úhrn srážek se pohybuje od 600 do 1 300 mm za rok a je dobře rozložen po celý rok.
Na severovýchodě je Kosovo pole a údolí Ibar sušší s celkovým úhrnem srážek kolem 600 mm ročně a více ovlivňované kontinentálními vzduchovými hmotami, s chladnějšími zimami a velmi horkými léty. Na jihozápadě je klimatická oblast Metohije více ovlivňována středomořskými vlivy s teplejšími léty, poněkud vyššími srážkami (700 mm) a silnými sněhovými srážkami v zimě. V horských oblastech Prokletije na západě, Šar planiny na jihu a Kopaoniku na severu panuje alpské podnebí s vysokým úhrnem srážek (900 až 1 300 mm ročně), krátkým a svěžím létem a chladnou zimou. Průměrná roční teplota v Kosovu je 9,5 °C. Nejteplejším měsícem je červenec s průměrnou teplotou 19,2 °C a nejchladnějším leden s -1,3 °C. Kromě Prizrenu a Istoku zaznamenaly všechny ostatní meteorologické stanice v lednu průměrnou teplotu pod 0 °C.

### Biodiverzita

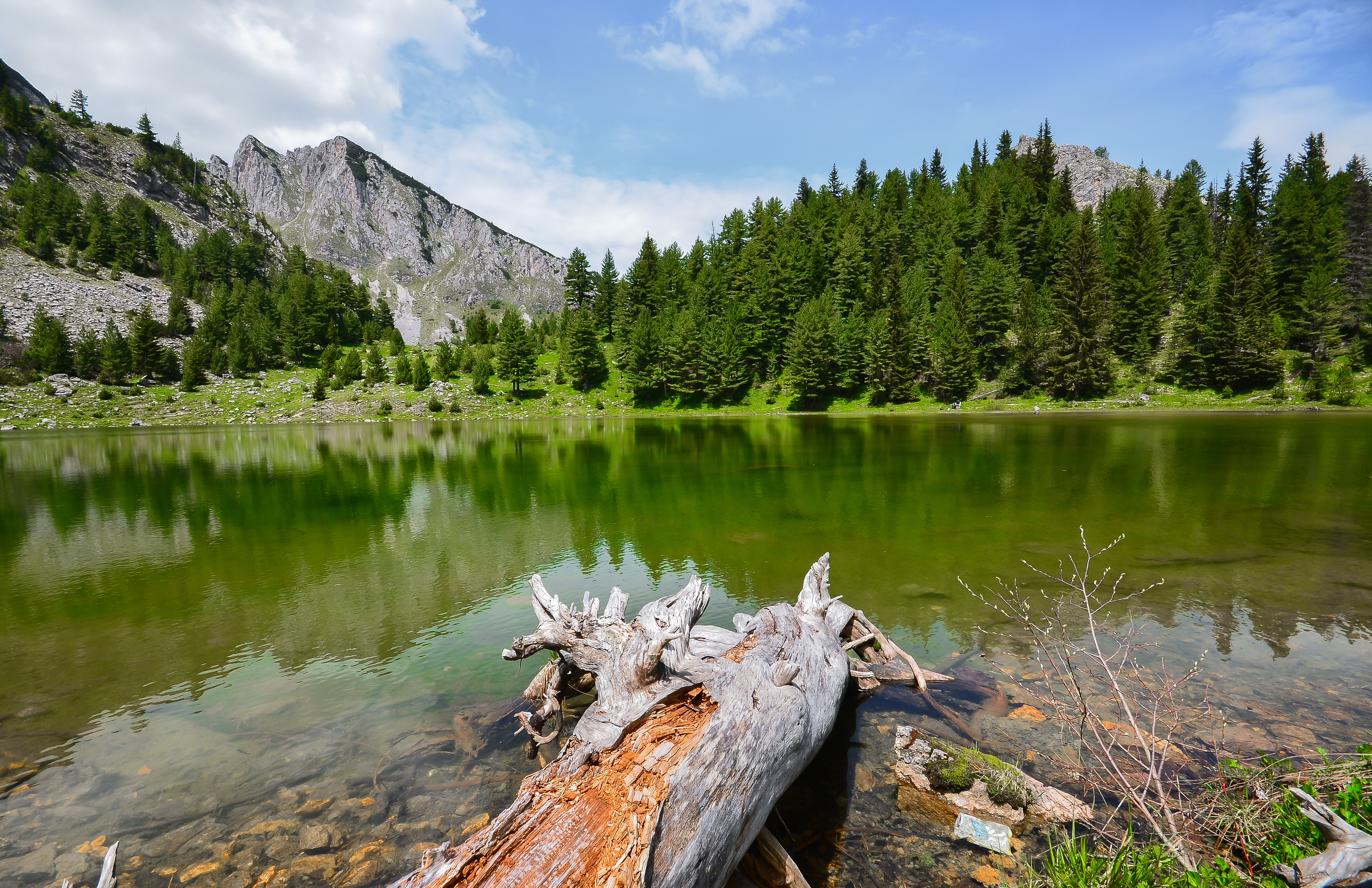
Národní park Bjeshkët e Nemuna je domovem celé řady rostlinných a živočišných druhů

Kosovo se nachází v jihovýchodní Evropě a dostávají se sem rostlinné a živočišné druhy z Evropy a Eurasie. Lesy jsou v Kosovu velmi rozšířené a pokrývají nejméně 39 % území. Fytogeograficky se rozkládá na území ilyrské provincie cirkumboreální oblasti v boreální říši. Kromě toho spadá do tří suchozemských ekoregionů: Smíšené lesy Balkánu, smíšené lesy Dinárských hor a smíšené lesy pohoří Pindus. Biologická rozmanitost Kosova je chráněna ve dvou národních parcích, jedenácti přírodních rezervacích a sto třech dalších chráněných územích. Nejvýznamnějšími oblastmi vegetace a biologické rozmanitosti v Kosovu jsou národní park Bjeshkët e Nemuna a národní park Šar Planina. Průměrná hodnota indexu integrity lesní krajiny pro rok 2019 činila 5,19/10, což Kosovo řadí na 107. místo na světě ze 172 zemí.
Flóra zahrnuje více než 1 800 druhů cévnatých rostlin, ale skutečný počet se odhaduje na více než 2 500 druhů. Rozmanitost je výsledkem složité interakce geologie a hydrologie, která vytváří širokou škálu stanovištních podmínek pro růst flóry. Ačkoli Kosovo představuje pouze 2,3 % rozlohy celého Balkánu, z hlediska vegetace se zde vyskytuje 25 % balkánské flóry a asi 18 % evropské flóry. Hornatý západ a jihovýchod poskytují skvělé životní prostředí několika vzácným nebo ohroženým druhům, včetně medvěda hnědého, rysa ostrovida, divoké kočky, vlka, lišky, kozy bezoárové, srnce a jelena. Celkem bylo zaznamenáno 255 druhů ptáků, přičemž dravci jako orel skalní, orel východní a poštolka obecná žijí převážně v kosovských horách.

## Politika
Kosovo je parlamentní zastupitelská demokratická republika s více stranami. Je řízeno zákonodárnými, výkonnými a soudními orgány, které vyplývají z ústavy, ačkoli až do uzavření Bruselské dohody bylo severní Kosovo v praxi z velké části kontrolováno srbskými institucemi nebo paralelními institucemi financovanými Srbskem. Zákonodárné funkce jsou svěřeny jak parlamentu, tak ministrům v rámci jejich kompetencí. Výkonnou moc vykonává vláda, kterou tvoří předseda vlády jako hlava vlády, místopředsedové vlády a ministři jednotlivých resortů.
Soudní moc se skládá z Nejvyššího soudu a jemu podřízených soudů, Ústavního soudu a nezávislých orgánů státního zastupitelství. Existuje také více nezávislých institucí vymezených ústavou a zákony a místní samosprávy. Ústava stanoví, že Kosovo je „sekulární stát“ a je neutrální v otázkách náboženského vyznání. Je zaručena svoboda přesvědčení, svědomí a náboženského vyznání, přičemž je zajištěna a chráněna náboženská autonomie. Všichni občané jsou si před zákonem rovni a rovnost pohlaví je zajištěna ústavou. Ústavní rámec zaručuje minimálně deset křesel ve 120členném shromáždění Srbům a deset křesel ostatním menšinám a také zaručuje Srbům a ostatním menšinám místa ve vládě.
Prezident je hlavou státu a reprezentuje jednotu lidu, volí se jednou za pět let, nepřímo parlamentem v tajném hlasování dvoutřetinovou většinou všech poslanců. Hlava státu je pověřena především reprezentativními povinnostmi a pravomocemi. Prezident má právo vracet parlamentu návrhy zákonů k novému projednání a hraje roli v zahraničních vztazích a při některých úředních jmenováních. Předseda vlády zastává funkci hlavy vlády volené parlamentem. Ministři jsou jmenováni předsedou vlády a poté potvrzováni parlamentem. Předseda vlády vykonává výkonnou moc na daném území.
Velkým problémem a překážkou rozvoje demokracie v zemi je korupce. Osoby v soudnictví jmenované vládou za účelem boje proti korupci jsou často spolupracovníky vlády. Významní politici a straničtí funkcionáři, kteří se dopouštějí trestných činů, navíc nejsou kvůli nedostatku zákonů a politické vůle stíháni. Organizovaný zločin také představuje hrozbu pro ekonomiku kvůli praktikám úplatkářství a vydírání.
Kosovská vláda vykazuje závažné nedostatky v koordinaci místních a státních policejních složek bojujících proti mezinárodnímu zločinu v zemi. Od roku 2018 bylo např. pozorováno, že kosovská policie provádí razie ve skladech a lékárnách v Prištině a Mitrovici bez předchozího varování nebo koordinace s městskými orgány činnými v trestním řízení. Pašování zboží, střelných zbraní i nelegálních drog je hlavní překážkou hospodářského rozvoje Kosova a jeho mezinárodního uznání.

### Zahraniční vztahy, mezinárodní status a vojenství

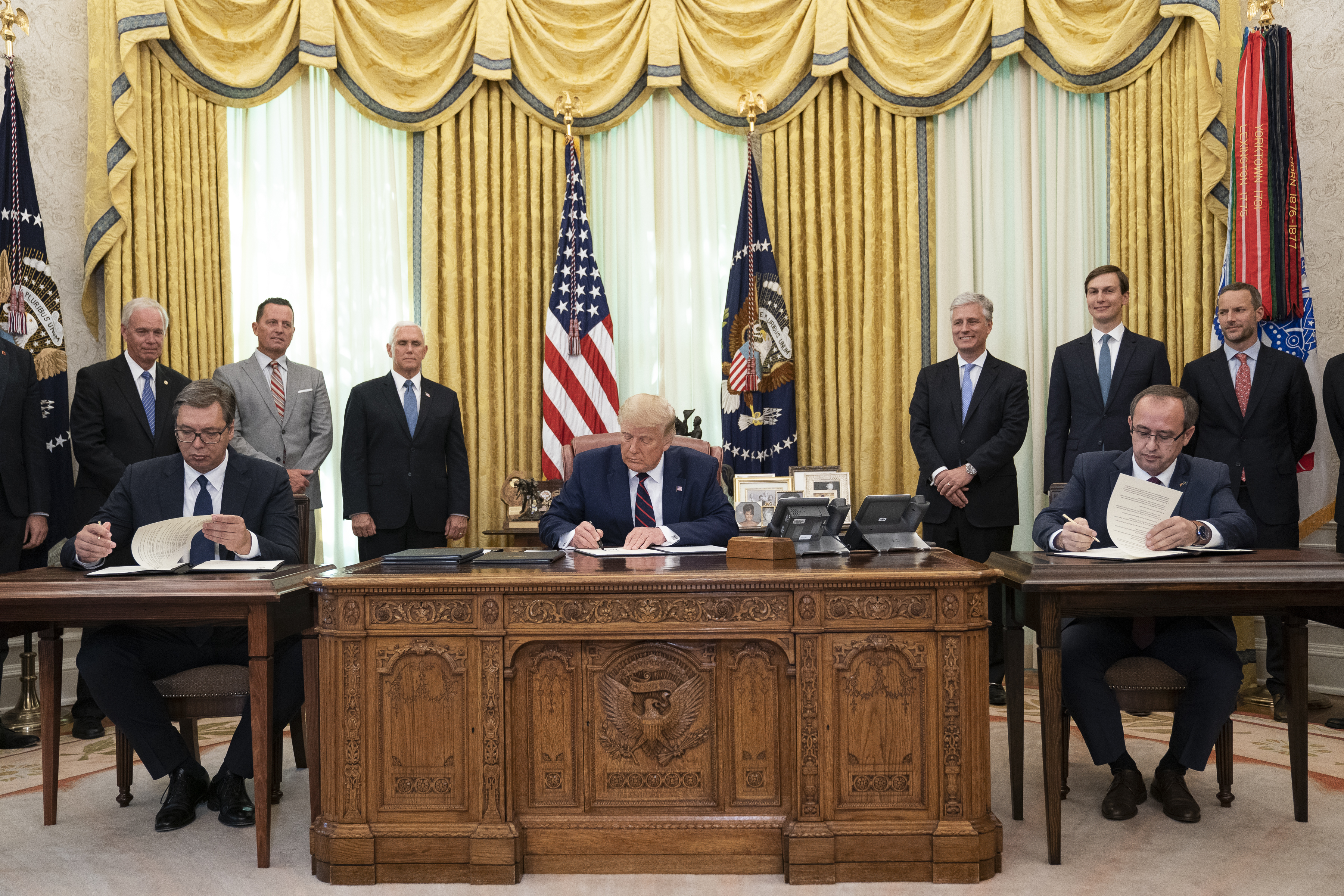
Kosovský premiér Avdullah Hoti se 4. září 2020 v Oválné pracovně Bílého domu zúčastnil slavnostního podpisu smlouvy s americkým prezidentem Donaldem Trumpem a srbským prezidentem Aleksandarem Vučićem.

Zahraniční vztahy Kosova jsou vedeny prostřednictvím ministerstva zahraničních věcí v Prištině. Od roku 2020 uznává Republiku Kosovo 97 ze 193 členských států OSN. V rámci Evropské unie ji uznává 22 z 27 členů a je potenciálním kandidátem na budoucí rozšíření Evropské unie. Vláda České republiky o uznání nezávislosti Kosova rozhodla v květnu 2008.
Kosovo je členem mnoha mezinárodních organizací, včetně Mezinárodního měnového fondu, Světové banky, Mezinárodní silniční a dopravní unie, Rady pro regionální spolupráci, Rozvojové banky, Rady Evropy, Benátské komise a Evropské banky pro obnovu a rozvoj. V roce 2015 chyběly Kosovu tři hlasy k tomu, aby se stalo členem UNESCO, neboť ke vstupu chyběla dvoutřetinová většina. Asi 24 zemí má v Kosovu diplomatické zastoupení. Kosovo má v zahraničí 24 diplomatických misí a 28 konzulárních zastoupení.
Vztahy s Albánií jsou zvláštním případem vzhledem k tomu, že obě země mají stejný jazyk a kulturu. Albánština je jedním z úředních jazyků Kosova. Albánie má velvyslanectví v hlavním městě Prištině a Kosovo velvyslanectví v Tiraně. V roce 1992 byla Albánie jedinou zemí, jejíž parlament hlasoval pro uznání Kosovské republiky. Albánie byla také jednou z prvních zemí, která v únoru 2008 oficiálně oznámila uznání Kosovské republiky.

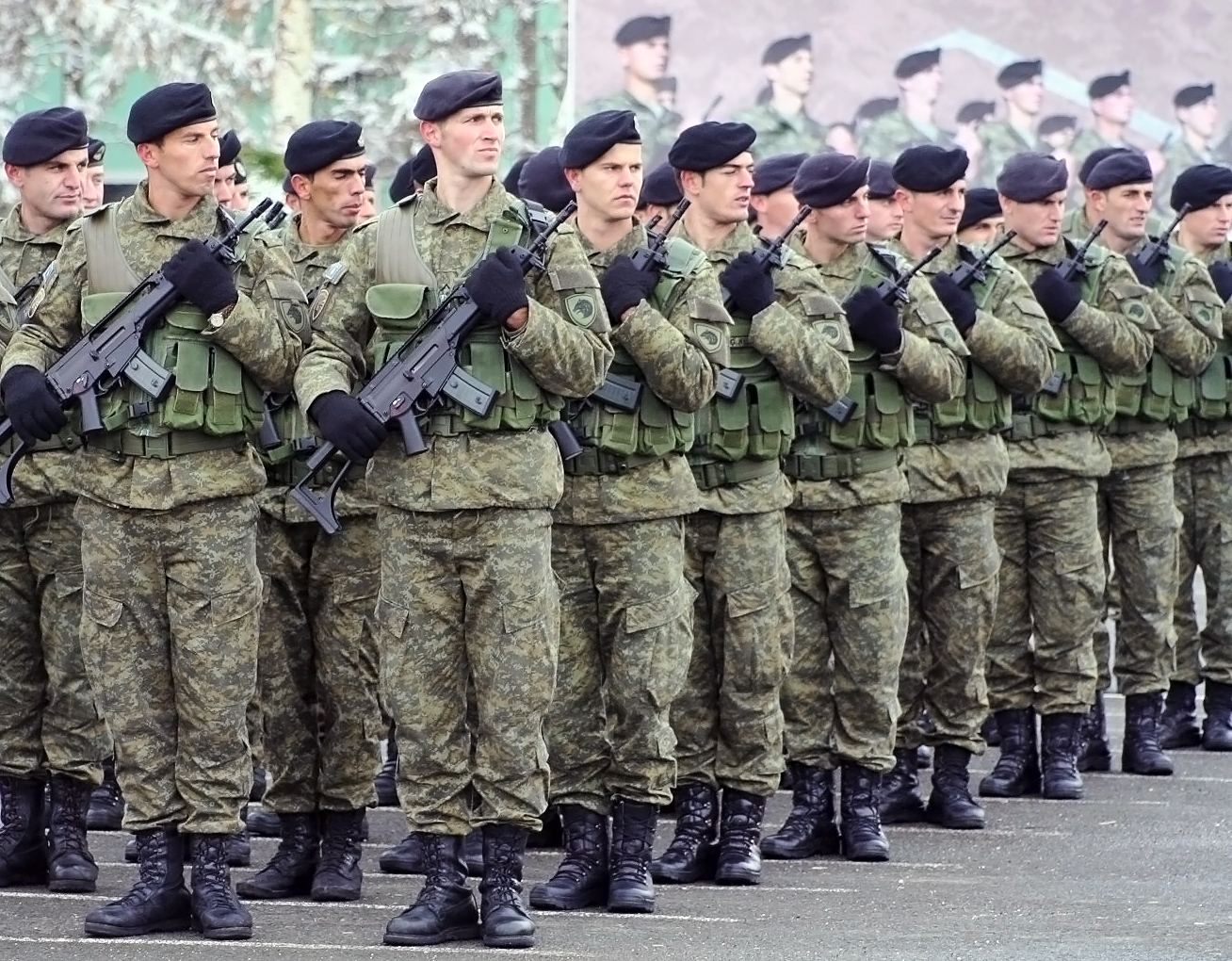
Kosovské bezpečnostní síly jsou vojenskou složkou Kosova a v budoucnu usilují o vstup do NATO.

Světový index míru v roce 2020 řadil Kosovo na 85. místo ze 163 zemí. Největší problémy Kosova byly identifikovány v oblastech probíhajících konfliktů a společenské bezpečnosti, které jsou ovlivněny vztahy Kosova se sousedy a jeho domácí společenskou a politickou stabilitou.
Kosovskou armádou jsou Kosovské bezpečnostní síly. Titul vrchního velitele armády zastává prezident. V Kosovských bezpečnostních silách mohou sloužit občané starší 18 let. Příslušníci těchto sil jsou chráněni před diskriminací na základě pohlaví nebo etnického původu. Severoatlantická aliance (NATO) pod vedením Kosovských sil (KFOR) a Kosovských ochranných sborů (KPC) v roce 2008 zahájila přípravy na vytvoření Kosovských bezpečnostních sil. V roce 2014 bývalý premiér Hashim Thaçi prohlásil, že se národní vláda rozhodla v roce 2019 zřídit ministerstvo obrany a oficiálně transformovat Kosovské bezpečnostní síly na Kosovské ozbrojené síly, armádu, která by splňovala všechny standardy členů NATO s cílem vstoupit do aliance v budoucnu. V prosinci 2018 kosovský parlament zákonem změnil mandát Kosovských bezpečnostních sil a přeměnil je na armádu. Kromě toho zřídil ministerstvo obrany.

### Právo

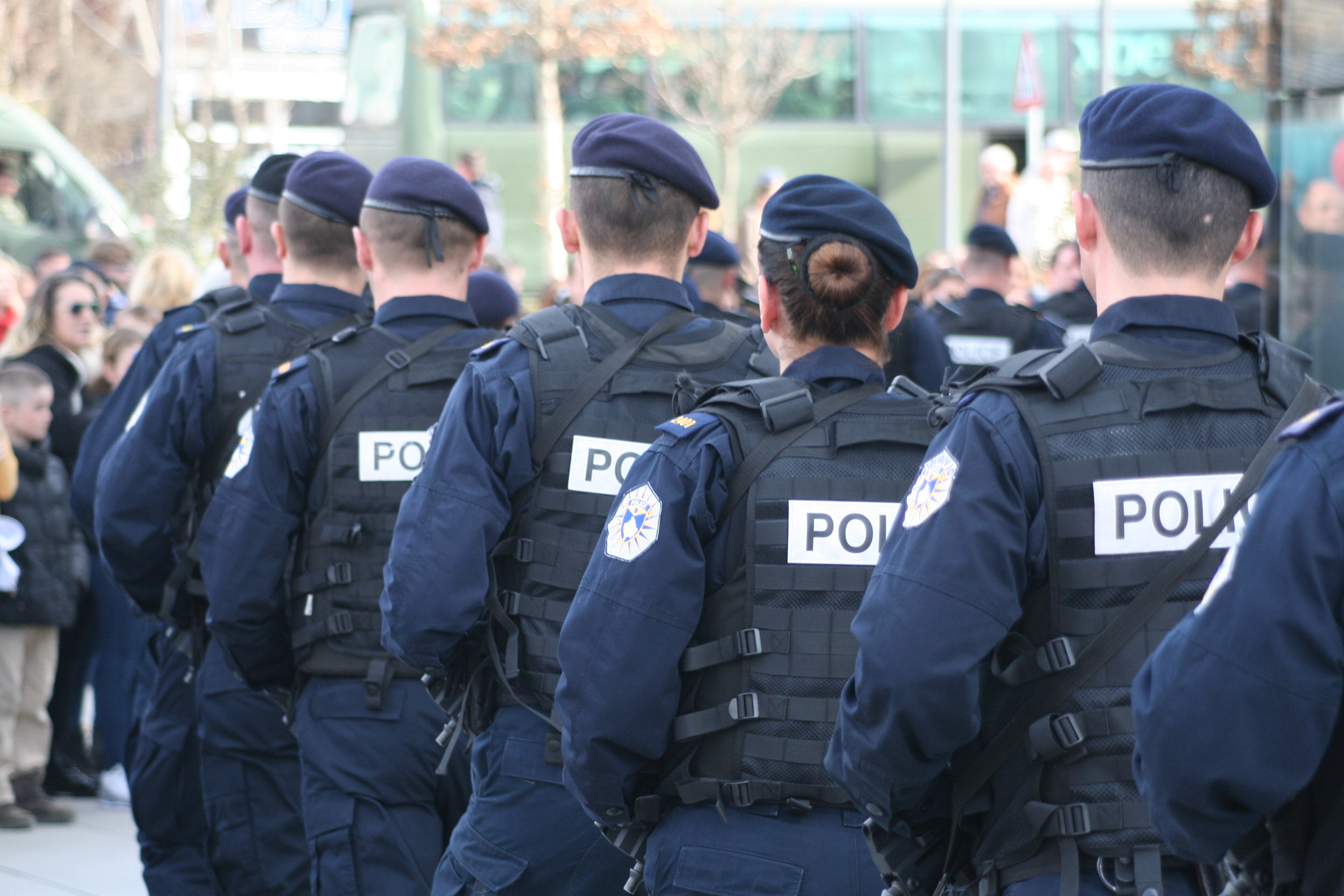
Kosovská policie (Policia e Kosovës) je hlavním vymáhacím orgánem v Kosovu.

Soudní systém Kosova je občanskoprávní systém rozdělený na soudy s běžnou občanskoprávní a trestní jurisdikcí a správní soudy s jurisdikcí pro spory mezi jednotlivci a veřejnou správou. Podle kosovské ústavy se soudní systém skládá z Nejvyššího soudu, který je nejvyšším soudním orgánem, Ústavního soudu a nezávislé instituce státního zastupitelství. Všechny jsou spravovány Soudní radou se sídlem v Prištině. Kosovská policie je hlavním státním bezpečnostním orgánem v zemi. Po vyhlášení nezávislosti Kosova v roce 2008 se tato složka stala vládní agenturou. Agentura vykonává téměř všechny obecné policejní úkoly, jako je vyšetřování trestných činů, hlídkovou činnost, dopravní policii, kontrolu hranic.
Ahtisaariho plán počítal se dvěma formami mezinárodního dohledu nad Kosovem po jeho osamostatnění, jedním měl být Mezinárodní civilní úřad (ICO), který by monitoroval provádění plánu a měl by širokou škálu pravomocí veta vůči legislativním a exekutivním opatřením, a druhým mise Evropské unie na podporu právního státu v Kosovu (EULEX), jejímž úkolem by bylo užší rozmístění policejních a civilních zdrojů s cílem rozvíjet policejní a soudní systém Kosova, ale také s vlastními pravomocemi zatýkat a stíhat. Vyhlášením nezávislosti a následnou ústavou byly těmto orgánům přiznány pravomoci, které jim byly přiděleny tímto Ahtisaariho plánem. Vzhledem k tomu, že o plánu nehlasovala Rada bezpečnosti OSN, byl právní status ICO v rámci Kosova závislý na faktické situaci a kosovské legislativě; dohlížela na něj Mezinárodní řídící skupina (ISG) složená z hlavních států, které Kosovo uznaly. Srbsko ani jiné neuznávající státy ji nikdy neuznaly. Proti misi EULEX se zpočátku stavělo i Srbsko, ale její mandát a pravomoci byly koncem roku 2008 Srbskem a Radou bezpečnosti OSN přijaty jako působící pod záštitou pokračujícího mandátu UNMIK, statusově neutrálně, ale s vlastní operační nezávislostí. Existence ICO skončila 10. září 2012 poté, co ISG rozhodla, že Kosovo v podstatě splnilo své závazky podle Ahtisaariho plánu. EULEX pokračuje ve své existenci podle kosovského i mezinárodního práva; v roce 2012 kosovský prezident oficiálně požádal o prodloužení jejího mandátu do roku 2014. Její mandát byl dále prodloužen v letech 2016, 2018 a 2020 a její současný mandát vyprší v červnu 2021. Od roku 2018 byl mandát EULEX značně omezen a nyní plní pouze monitorovací úlohu.

### Menšiny
Vztahy mezi kosovskými Albánci a kosovskými Srby byly nepřátelské od nástupu nacionalismu na Balkáně v 19. století. V době komunismu v Jugoslávii byli etničtí Albánci a Srbové silně nesmiřitelní, sociologické studie z doby totality ukazují, že etničtí Albánci a Srbové se jen zřídkakdy přijímali jako sousedé nebo přátelé a jen málo z nich uzavíralo mezietnické sňatky. Etnické předsudky, stereotypy a vzájemná nedůvěra mezi etnickými Albánci a Srby zůstaly běžné po celá desetiletí. Míra nesnášenlivosti a odloučení mezi oběma komunitami v období Tita byla podle sociologů horší než v případě chorvatské a srbské komunity v Jugoslávii, kde také panovalo napětí, ale které mezi sebou udržovaly poněkud bližší vztahy.

Navzdory plánované integraci do kosovské společnosti a uznání v kosovské ústavě se romské, aškalské a egyptské komunity nadále potýkají s mnoha obtížemi, jako je segregace a diskriminace v oblasti bydlení, vzdělávání, zdravotnictví, zaměstnanosti a sociální péče. V mnoha táborech po celém Kosovu jsou nadále ubytovány tisíce vnitřně vysídlených osob, které pocházejí z menšinových skupin a komunit. Protože se předpokládá, že mnoho Romů se během konfliktu postavilo na stranu Srbů a podílelo se na rozsáhlém rabování a ničení albánského majetku, setkávají se podle zprávy Minority Rights Group International Romové s nepřátelstvím Albánců i mimo své místní lokality.

### Správní dělení
Kosovo se dělí do sedmi okruhů (albánsky rajon, srbsky okrug) podle kosovských zákonů a dle Bruselské dohody z roku 2013, která stanovila vytvoření nových obcí/opštin s většinovým srbským obyvatelstvem. Okruhy se dále dělí na 38 opštin (albánsky: komunë, srbsky: општина/opština ). Největším a nejlidnatějším okruhem Kosova je Prištinský okruh s hlavním městem Prištinou, který má rozlohu 2 470 km2 (953,67 km2) a 477 312 obyvatel.
|                          |           | \| okruh \| sídlo \| plocha (km2) \| obyvatelstvo \| \| ------------------------ \| --------- \| ------------ \| ------------ \| \| Pećský okruh \| Peć \| 1365 \| 174 235 \| \| Kosovskomitrovický okruh \| Mitrovica \| 2077 \| 272 247 \| \| Prištinský okruh \| Priština \| 2470 \| 477 312 \| \| Gnjilanský okruh \| Gnjilane \| 1206 \| 180 783 \| \| Đakovický okruh \| Đakovica \| 1129 \| 194 672 \| \| Prizrenský okruh \| Prizren \| 1397 \| 331 670 \| \| Uroševacký okruh \| Uroševac \| 1030 \| 185 806 \| |              |
| okruh                    | sídlo     | plocha (km2) | obyvatelstvo |
| Pećský okruh             | Peć       | 1365 | 174 235      |
| Kosovskomitrovický okruh | Mitrovica | 2077 | 272 247      |
| Prištinský okruh         | Priština  | 2470 | 477 312      |
| Gnjilanský okruh         | Gnjilane  | 1206 | 180 783      |
| Đakovický okruh          | Đakovica  | 1129 | 194 672      |
| Prizrenský okruh         | Prizren   | 1397 | 331 670      |
| Uroševacký okruh         | Uroševac  | 1030 | 185 806      |

Z 38 opštin je 10 tzv. srbských, kterých jsou v procesu vytváření komunitou a zahrnují přibližně 90 % srbského obyvatelstva v Kosovu. V níže uvedeném seznamu jsou označeny hvězdičkou. (První jméno je albánské a druhé je srbské).
1. Deçan / Dečani
2. Dragash / Dragaš
3. Drenas / Glogovac
4. Ferizaj / Uroševac
5. Fushë Kosovë / Kosovo Polje*
6. Gjakova / Đakovica
7. Gjilan / Gnjilane
8. Gracanicë / Gračanica
9. Hani i Elezit / Elez Han
10. Istog / Istok
11. Junik / Junik
12. Kaçanik / Kačanik
13. Kamenicë / Kosovska Kamenica
14. Kline / Klina
15. Kllokot / Klokot-Vrbovac*
16. Leposaviq / Leposavić
17. Lipjan / Lipljan
18. Malishevë / Mališevo
19. Mamush / Mamuša
20. Mitrovicë Veriore / Severna Mitrovica*
21. Mitrovicë / Kosovska Mitrovica
22. Novobërdë / Novo Brdo*
23. Obiliç / Obilić
24. Rahovec / Orahovac
25. Partesh /Parteš*
26. Pejë / Peć
27. Podujevë / Podujevo
28. Prishtinë / Priština
29. Prizren / Prizren
30. Ranillug / Ranilug*
31. Skenderaj / Srbica
32. Shtërpcë / Štrpce*
33. Shtime / Štimlje
34. Suharekë / Suva Reka
35. Viti / Vitina
36. Vushtrri / Vučitrn
37. Zubin Potok / Zubin Potok*
38. Zveçan / Zvečan*

### Mezinárodní status

Mapa států dle jejich stanoviska k vyhlášení nezávislosti Kosova (k únoru 2021):
Kosovo
Státy, které uznaly nezávislost Kosova
Státy, které neuznaly nezávislost Kosova
Státy, které nejprve uznaly nezávislost Kosova, ale později ji stáhly

K listopadu 2019 nezávislost Kosova uznává 93 z 193 členských států OSN zemí a většina členů Evropské unie (22 z 27) včetně Spojeného království, Francie a Itálie. Slovy ministryně zahraničí Riceové uznaly oficiální samostatnost Kosova i Spojené státy. S nimi také Turecko. V říjnu 2008 nezávislost Kosova uznaly i Černá Hora a Severní Makedonie, dosavadní spojenci Srbska. Česká republika slovy ministra zahraničí Karla Schwarzenberga uznání nezávislosti Kosova podmínila uznáním většiny evropských zemí a v případě zodpovědného chování nejvyšších kosovských činitelů. Vláda o uznání nezávislosti Kosova rozhodla dne 21. května 2008 na výjezdním zasedání v Teplicích.
Proti uznání samostatného státu Kosovo vystupují kromě Srbska samotného a jeho tradičního spojence Ruska dále například Řecko, Španělsko, Kypr, Rumunsko, Slovensko, většinou země, které se obávají podpory separatistických nálad u menšin na svém území.
8. října 2008 schválilo Valné shromáždění OSN žádost Srbska, aby legálnost vyhlášení nezávislosti Kosova přezkoumal mezinárodní soudní dvůr v Haagu, který 22. července 2010 rozhodl, že vyhlášením nezávislosti nebylo porušeno mezinárodní právo. V prosinci 2014 se Kosovská republika stala řádným členem Mezinárodního olympijského výboru. Evropská unie má v Kosovu tzv. zvláštního reprezentanta (European Union Special Representative, EUSR). Tuto funkci zastávala od 20. července 2016 do konce července 2020 bulharská diplomatka Natalja Apostolova. Jak oznámila Rada Evropské unie, byl na období od 1. srpna 2020 do 31. července 2021 pro tento post určen český diplomat Tomáš Szunyog.

### Kontroverze nezávislosti
Podporu samostatnosti Kosova přirovnávají její mnozí odpůrci k nové mnichovské dohodě, protože jde podle nich o mezinárodní nátlak, rozhodnutí o rozbití Srbska na etnickém principu, podpora separatismu a případná hrozba dalšího válečného konfliktu. Toto srovnání je však kontroverzní, zejména kvůli odlišnému historickému vývoji a situaci v Sudetech roku 1938, chybějícímu prvku jakým bylo v Mnichově „zachraňování míru ustupováním Hitlerovi“ i odlišnému výsledku, kterým nebyl samostatný stát, ale anexe území Německem.
V Česku se proti uznání nezávislosti vyjádřili například prezident Václav Klaus, Jiří Paroubek, Miloš Zeman, Miloslav Ransdorf, z řad českých občanů se proti uznání Kosova zformovalo několik petičních výborů. Prezident Klaus dva dny po českém uznání nezávislosti vyjádřil podporu Srbsku přijetím srbského velvyslance a ujistil ho, že „na vztazích Čechů k Srbům se nic nemění. V roce 2015 Miloš Zeman v rozhovoru pro srbský deník Večernje novosti představu Kosova jako nebezpečného precedentu prezentoval slovy: „uznání nezávislosti Kosova otevřelo Pandořinu skříňku a zahájilo nebezpečný proces překreslování hranic na celém světě“.
Někteří představitelé Albánie a Kosova se vyjádřili v tom smyslu, že jejich cílem je sjednocení všech Albánců do jednoho státu, tzv. Velké Albánie, což bylo i konečným cílem UÇK před bombardováním Jugoslávie. Ideu sloučit Kosovo s Albánií vyjádřil např. bývalý mluvčí UÇK, později předseda kosovského parlamentu, Jakup Krasniqi, nebo bývalý albánský premiér Sali Berisha.

## Ekonomika

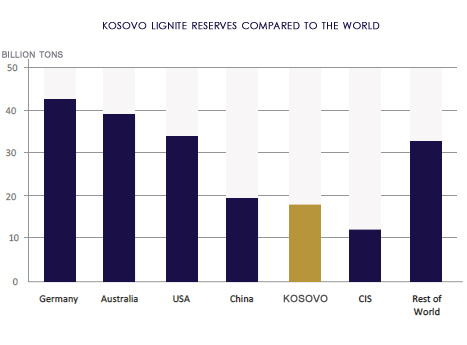
Kosovo má páté největší zásoby lignitu na světě.

Hospodářství Kosova je přechodnou ekonomikou. Utrpělo v důsledku kombinace politických otřesů, srbského propouštění kosovských zaměstnanců a následných jugoslávských válek. Navzdory klesající zahraniční pomoci hrubý domácí produkt od vyhlášení nezávislosti většinou rostl. A to i přes finanční krizi v letech 2007–2008 a následnou evropskou dluhovou krizi. Navíc míra inflace byla nízká. Většina hospodářského rozvoje se odehrávala v odvětvích obchodu, maloobchodu a stavebnictví. Kosovo je vysoce závislé na převodech peněz z diaspory (většina je v Německu a ve Švýcarsku), přímých zahraničních investicích a dalších přílivech kapitálu. V roce 2018 Mezinárodní měnový fond uvedl, že přibližně šestina obyvatel žije pod hranicí chudoby a třetina obyvatel v produktivním věku je nezaměstnaná, což je nejvyšší míra nezaměstnanosti v Evropě.
Největšími obchodními partnery Kosova jsou Albánie, Itálie, Švýcarsko, Čína, Německo a Turecko. Jeho oficiální měnou je euro. Kosovská vláda podepsala dohody o volném obchodu s Chorvatskem, Bosnou a Hercegovinou, Albánií a Severní Makedonií. Kosovo je členem Středoevropské zóny volného obchodu, která byla dohodnuta s Misí OSN v Kosovu, a má volný obchod s většinou okolních zemí nepatřících do Evropské unie.

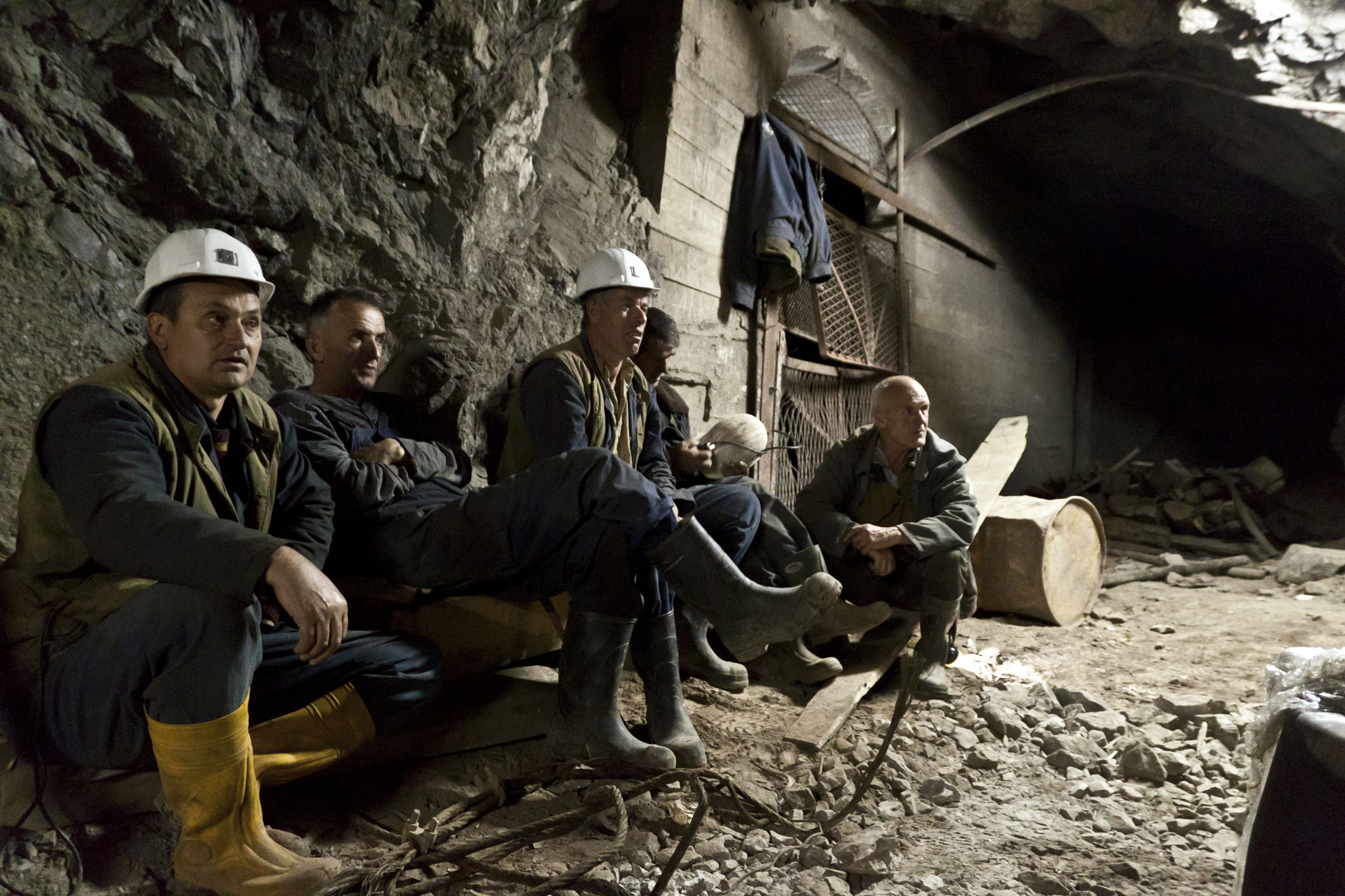
Dělníci v dolech Trepča v roce 2011

Sekundární sektor se na hrubém domácím produktu v roce 2009 podílel 22,60 % a celkově zaměstnával 800 000 pracovníků. Důvodů této stagnace je několik, od po sobě jdoucích okupací, přes politické nepokoje až po válku v Kosovu v roce 1999. Za jedno z odvětví s největším potenciálem rozvoje je považováno odvětví elektroenergetiky. V dubnu 2020 vyhlásilo Kosovo se státem vlastněným provozovatelem přenosové soustavy KOSTT nezávislost na srbském provozovateli přenosu elektřiny Elektromreža Srbije, a to na základě hlasování Evropské sítě provozovatelů přenosových soustav elektřiny (ENTSO-E), což Kosovu otevřelo cestu k tomu, aby se stalo nezávislou regulační zónou pro elektřinu. Hlasování potvrdilo, že mezi ENTSO-E a společností KOSTT bude podepsána dohoda o připojení, která umožní společnosti KOSTT připojit se k dalším 42 provozovatelům přenosových soustav. Společný energetický blok mezi Kosovem a Albánií je v provozu po uzavření dohody, jenž byla podepsána v prosinci 2019. Díky této dohodě si nyní Albánie a Kosovo budou moci vyměňovat elektrické rezervy, což by mělo Kosovu přinést úspory ve výši 4 milionů eur ročně. Kosovo má velké zásoby olova, zinku, stříbra, niklu, kobaltu, mědi, železa a bauxitu. Země má páté největší zásoby lignitu na světě a třetí v Evropě. Podle odhadů Správy dolů a nerostných surovin a Světové banky mělo Kosovo v roce 2005 nerostné suroviny v hodnotě 13,5 miliardy eur.

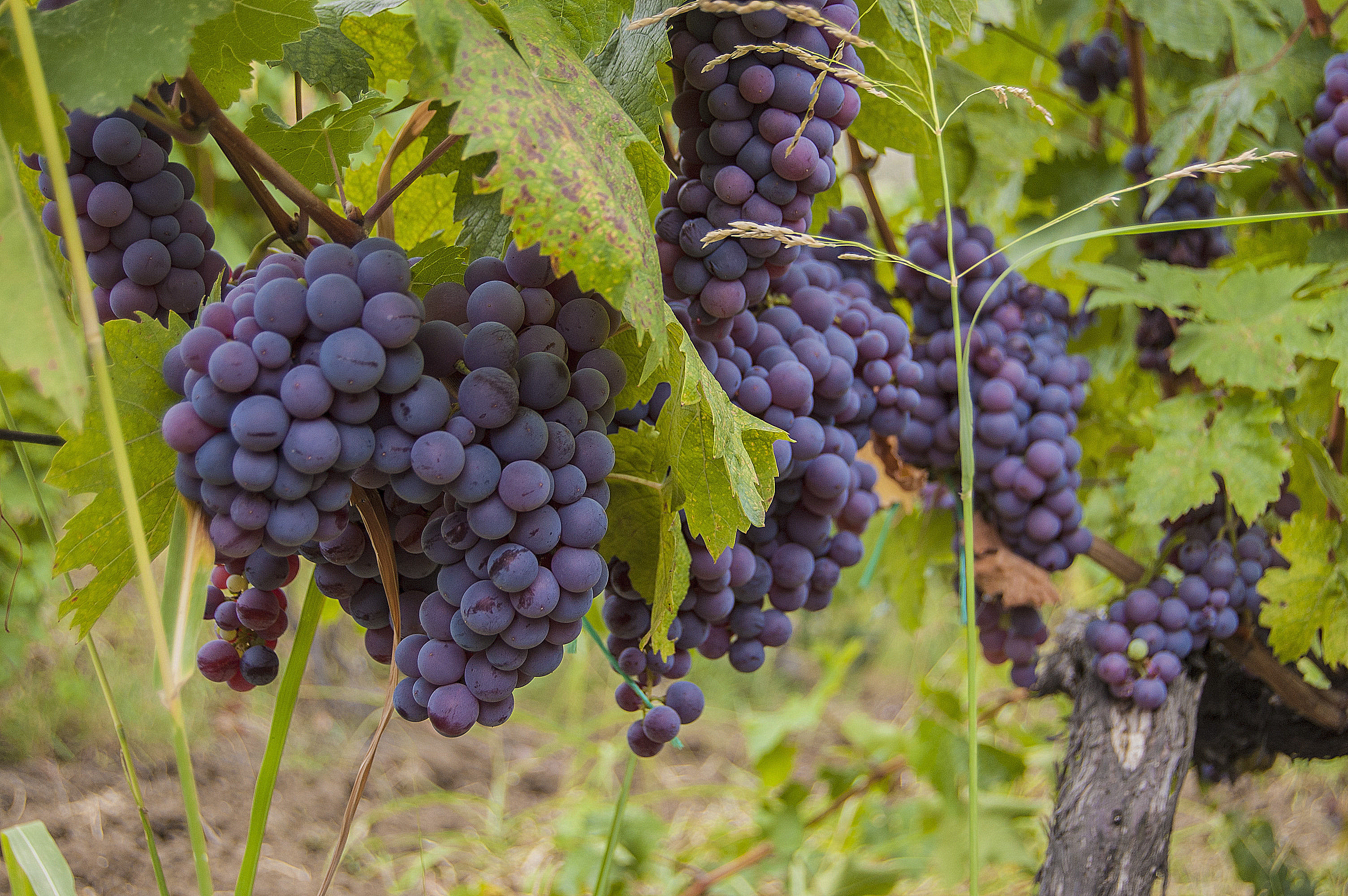
Hrozny z údolí Orahovac.

Primární sektor je založen na malých až středně velkých rodinných rozptýlených jednotkách. Celkem 53 % rozlohy země tvoří zemědělská půda, 41 % lesy a lesní půda a 6 % ostatní půda. Orná půda je využívána především pro pěstování kukuřice, pšenice, dále jako pastviny, louky a vinice. Podílí se téměř 35 % na tvorbě HDP včetně lesního hospodářství. V Kosovu se tradičně pěstuje víno, vinařství je úspěšné a po válce se rozvíjí. Hlavním srdcem kosovského vinařství je Orahovac, kde se vyprodukuje miliony litrů vína. Mezi hlavní odrůdy patří Rulandské modré, Merlot a Chardonnay. Kosovo vyváží vína do Německa a Spojených států amerických. V dobách „slávy“ vinařského průmyslu se hrozny pěstovaly z vinic o rozloze 9 000 ha, rozdělených do soukromého a veřejného vlastnictví, které se rozkládaly především na jihu a západě Kosova. Čtyři státní vinařské závody nebyly ani tak „vinařstvími“, jako spíše „továrnami na víno“. Pouze zařízení v Rahovci, kterému patřilo přibližně 36 % celkové plochy vinic, mělo kapacitu přibližně 50 milionů litrů ročně. Většina produkce vína byla určena na vývoz. Na vrcholu v roce 1989 činil vývoz ze závodu Rahovec 40 milionů litrů a byl distribuován především na německý trh.

### Turistika

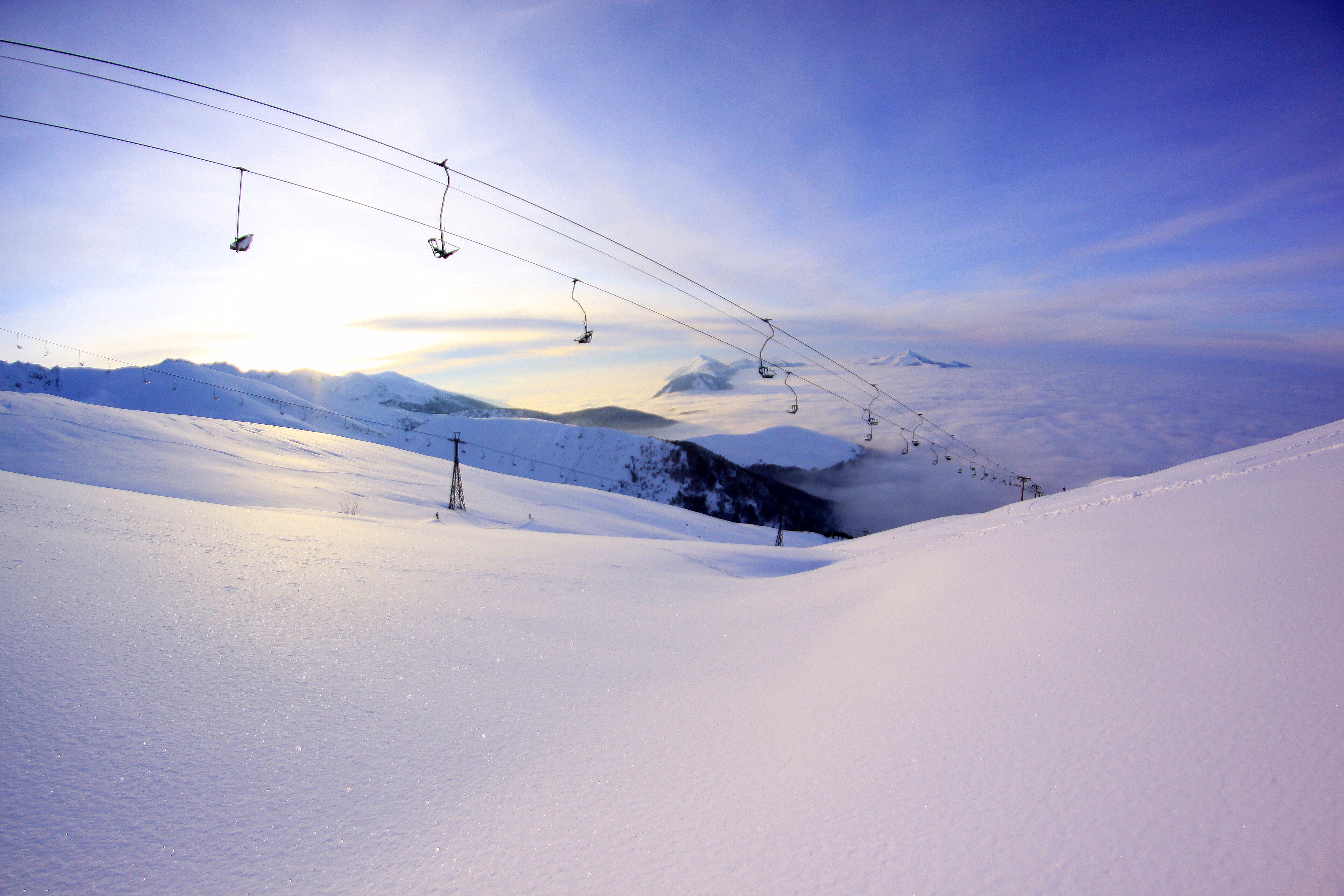
Lyžařské středisko Brezovica je jednou z nejnavštěvovanějších zimních turistických destinací v Kosovu.

Přírodní hodnoty Kosova představují kvalitní zdroje cestovního ruchu. Popis potenciálu Kosova v oblasti cestovního ruchu úzce souvisí s jeho geografickou polohou, v centru Balkánského poloostrova v jihovýchodní Evropě. Představuje křižovatku cest, která historicky sahá až do starověku. Kosovo slouží jako spojnice mezi střední a jižní Evropou a Jaderským a Černým mořem. Hornatý západ a jihovýchod Kosova má velký potenciál pro zimní turistiku. Lyžuje se v zimním středisku Brezovica na Šar planině.
Kosovo je obecně bohaté na různé topografické prvky, včetně vysokých hor, jezer, kaňonů, strmých skalních útvarů a řek. Lyžařské středisko Brezovica je díky blízkosti letiště v Prištině (60 km) a mezinárodního letiště ve Skopje (70 km) možným cílem zahraničních turistů. Mezi další významné atrakce patří hlavní město Priština, historická města Prizren, Peja a Gjakova, ale také Ferizaj a Gjilan.
List New York Times zařadil Kosovo v roce 2011 na seznam 41 míst, která stojí za to navštívit.

### Doprava

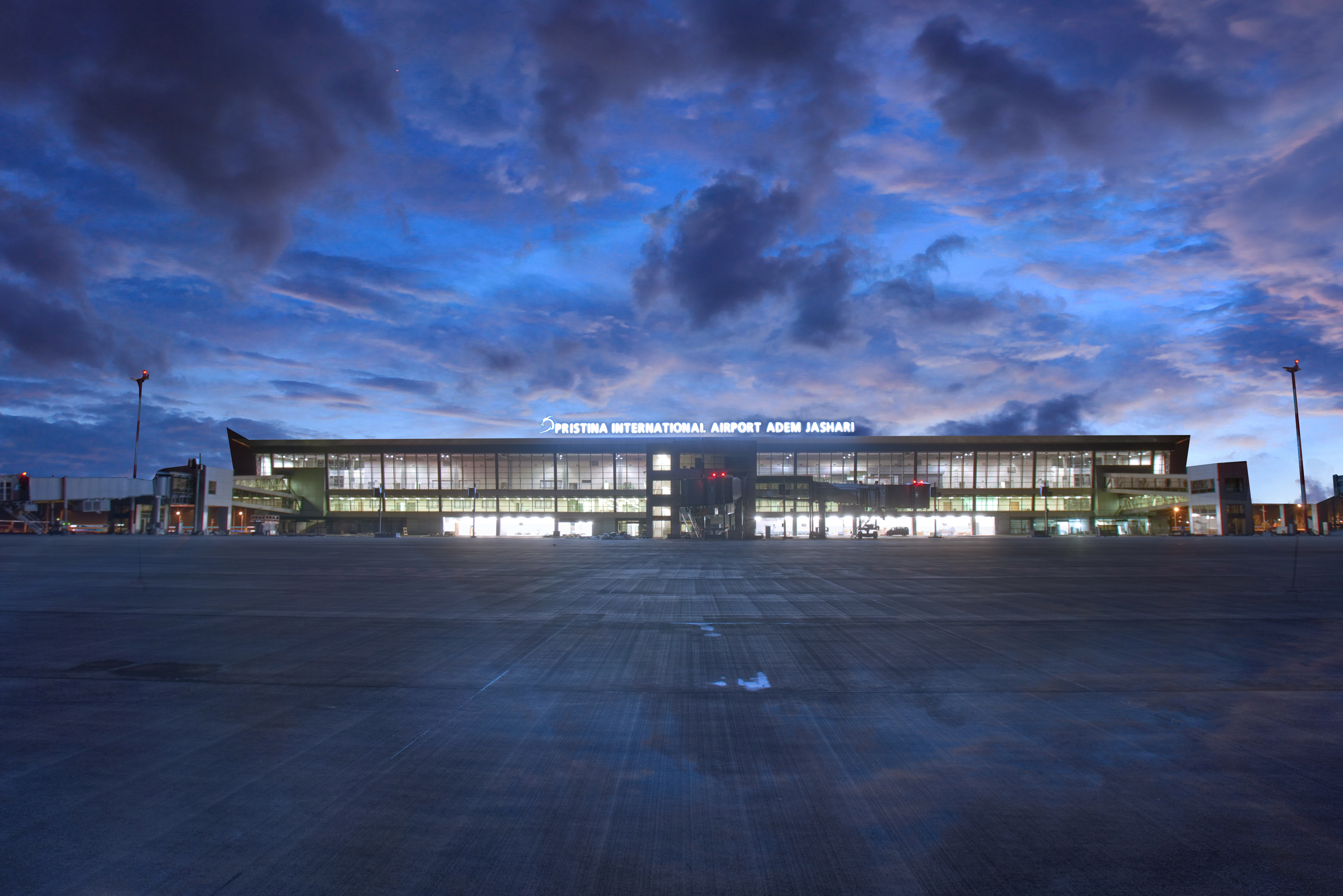
Mezinárodní letiště Priština (PRN) odbaví ročně více než 2,1 milionu cestujících.

V současnosti jsou v Kosovu dvě hlavní dálnice: R7 spojující Kosovo s Albánií a R6 spojující Prištinu s makedonskou hranicí u Elez Hanu. Výstavba nové dálnice R7.1 byla zahájena v roce 2017.
Dálnice R7 (součást albánsko-kosovské dálnice) spojuje Kosovo s albánským jadranským pobřežím v Drači. Po dokončení projektu zbývajícího úseku evropské trasy E80 z Prištiny do Merdare spojí dálnice Kosovo prostřednictvím stávající dálnice evropské trasy (E80) s panevropským koridorem X (E75) u Niše v Srbsku. Dálnice R6 je součástí E65, je druhou dálnicí budovanou v regionu a spojuje hlavní město Prištinu s hranicí se Severní Makedonií u Elez Hanu, která je vzdálená asi 20 km od Skopje. Výstavba dálnice byla zahájena v roce 2014 a dokončena byla v roce 2018.
Dopravce Trainkos provozuje denně osobní vlaky na dvou trasách: Priština – Fushë Kosovë – Pejë a dále pak Priština – Fushë Kosovë – Ferizaj – makedonská Skopje (druhá z nich ve spolupráci s Makedonskými železnicemi). Kromě toho Srbija Voz, dceřiná společnost Srbských železnic, provozuje vlakovou dopravu z Kraljeva v Srbsku do Severní Mitrovice. Po celé zemi jezdí také nákladní vlaky.
V zemi se nacházejí dvě letiště, mezinárodní letiště Priština a letiště Gjakova. Mezinárodní letiště Priština se nachází jihozápadně od Prištiny. Je jediným mezinárodním letištěm v Kosovu a jediným vstupním přístavem pro letecké cestující do Kosova. Letiště Gjakova bylo vybudováno kosovskými silami (KFOR) po válce v Kosovu vedle stávajícího letiště využívaného pro zemědělské účely a bylo využíváno především pro vojenské a humanitární lety. Místní a národní vláda plánuje nabídnout letiště Gjakova k provozu v rámci partnerství veřejného a soukromého sektoru s cílem přeměnit ho na civilní a komerční letiště.

## Infrastruktura

### Zdraví

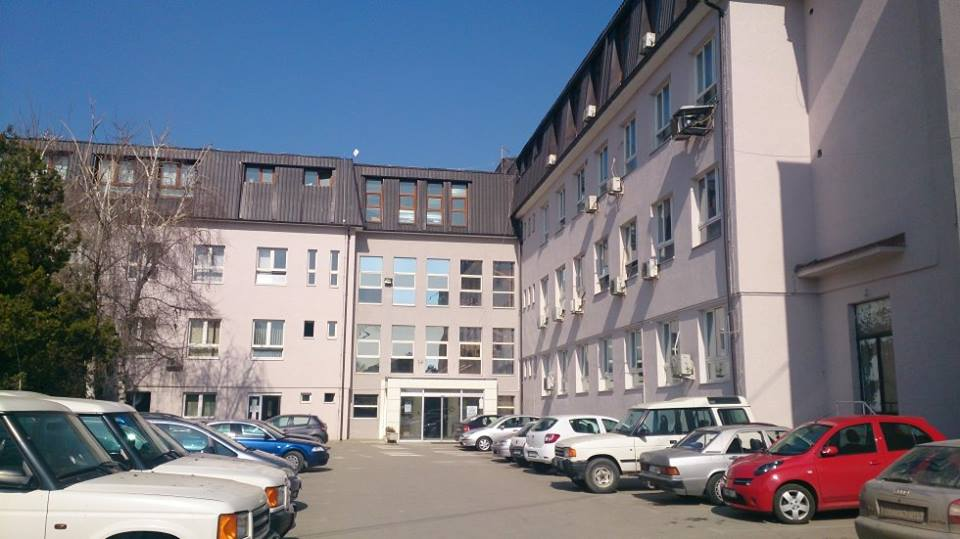
Národní institut veřejného zdraví Kosova (NIPHK)

Možnosti Kosova rozvíjet moderní systém zdravotní péče byly v minulosti omezené, nízký HDP v období kolem roku 1990 situaci ještě zhoršil. Významný rozvoj zdravotnictví znamenalo zřízení lékařské fakulty na Prištinské univerzitě. Poté následovalo také otevírání různých zdravotních klinik, které umožnily lepší podmínky pro odborný rozvoj.
V současné době je situace změněna a systém zdravotní péče v Kosovu je organizován do tří sektorů: primární, sekundární a terciární zdravotní péče. Primární zdravotní péče v Prištině je organizována do třinácti center rodinné medicíny a patnácti ambulancí. Sekundární zdravotní péče je decentralizována do sedmi regionálních nemocnic. Priština nemá žádnou regionální nemocnici a místo toho využívá pro zdravotnické služby Univerzitní klinické centrum Kosova. Univerzitní klinické centrum Kosova poskytuje své zdravotnické služby na dvanácti klinikách, kde je zaměstnáno 780 lékařů (za rok 2020). Na nižší úrovni jsou poskytovány domácí služby pro několik ohrožených skupin, které nemají možnost se dostat do zdravotnických zařízení. Kosovské zdravotnické služby jsou nyní zaměřeny na bezpečnost pacientů, kontrolu kvality a asistované zdraví.

### Vzdělávání
Akademie věd a umění v Prištině. Mezi čestné členy patří albánsko-americký nositel Nobelovy ceny Ferid Murad a albánská římskokatolická řeholnice Matka Tereza.

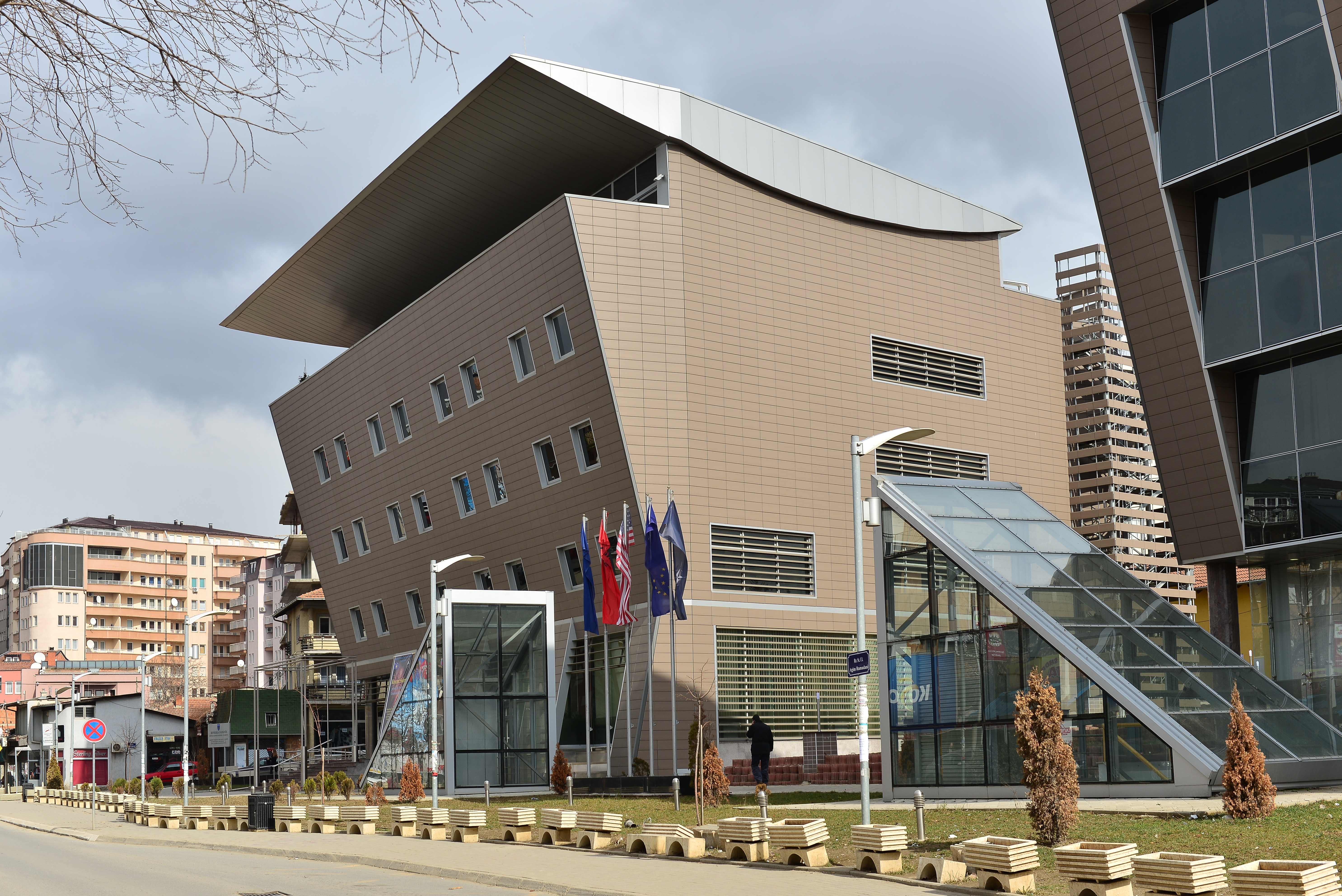
Akademie věd a umění v Prištině. Mezi čestné členy patří albánsko-americký nositel nobelovy ceny Ferid Murad a albánská římskokatolická řeholnice Matka Tereza.

Vzdělávání na základních, středních a vysokých školách je převážně veřejné a podporované státem, řízené ministerstvem školství. Vzdělávání probíhá na dvou hlavních stupních: základní a střední školství a pak vysokoškolské studium.
Primární a sekundární vzdělávání se dělí na čtyři stupně: předškolní vzdělávání, primární a nižší sekundární vzdělávání, vyšší sekundární vzdělávání a speciální vzdělávání. Předškolní vzdělávání je určeno pro děti ve věku od jednoho do pěti let. Základní a střední školství je povinné pro všechny. Poskytují ho gymnázia a odborné školy a je dostupné také v jazycích uznaných menšin v Kosovu, kde se vyučuje v albánštině, srbštině, bosenštině, turečtině a chorvatštině. První stupeň (základního vzdělávání) zahrnuje první až pátou třídu a druhý stupeň (nižší střední vzdělávání) šestou až devátou třídu. Třetí fáze (střední školství) zahrnuje všeobecné vzdělávání, ale také odborné vzdělávání, které je zaměřeno na různé obory. Trvá čtyři roky. Studentům se však nabízí možnost ucházet se o vysokoškolské nebo univerzitní studium. Podle ministerstva školství mají děti, které nemohou získat všeobecné vzdělání, možnost získat speciální vzdělání (pátá fáze).
Vyšší vzdělání lze získat na univerzitách a dalších vysokoškolských institucích. Tyto vzdělávací instituce nabízejí studium bakalářských, magisterských a doktorských oborů. Studenti si mohou zvolit denní nebo dálkové studium.

### Média
Ve zprávě Index svobody tisku, kterou pro rok 2008 sestavila organizace Reportéři bez hranic, se Kosovo umístilo na 58. místě (ze 173 hodnocených zemí), za rok 2021 na 78. místě (ze 180 zemí; v žebříčku stálo výše než všechny jeho sousední státy). Média zahrnují různé druhy komunikačních médií, jako je rozhlas, televize, noviny a internetové stránky. Většina médií se živí z reklamy a předplatného. Podle údajů IREX zde působí 92 rozhlasových stanic a 22 televizních stanic.

## Obyvatelstvo

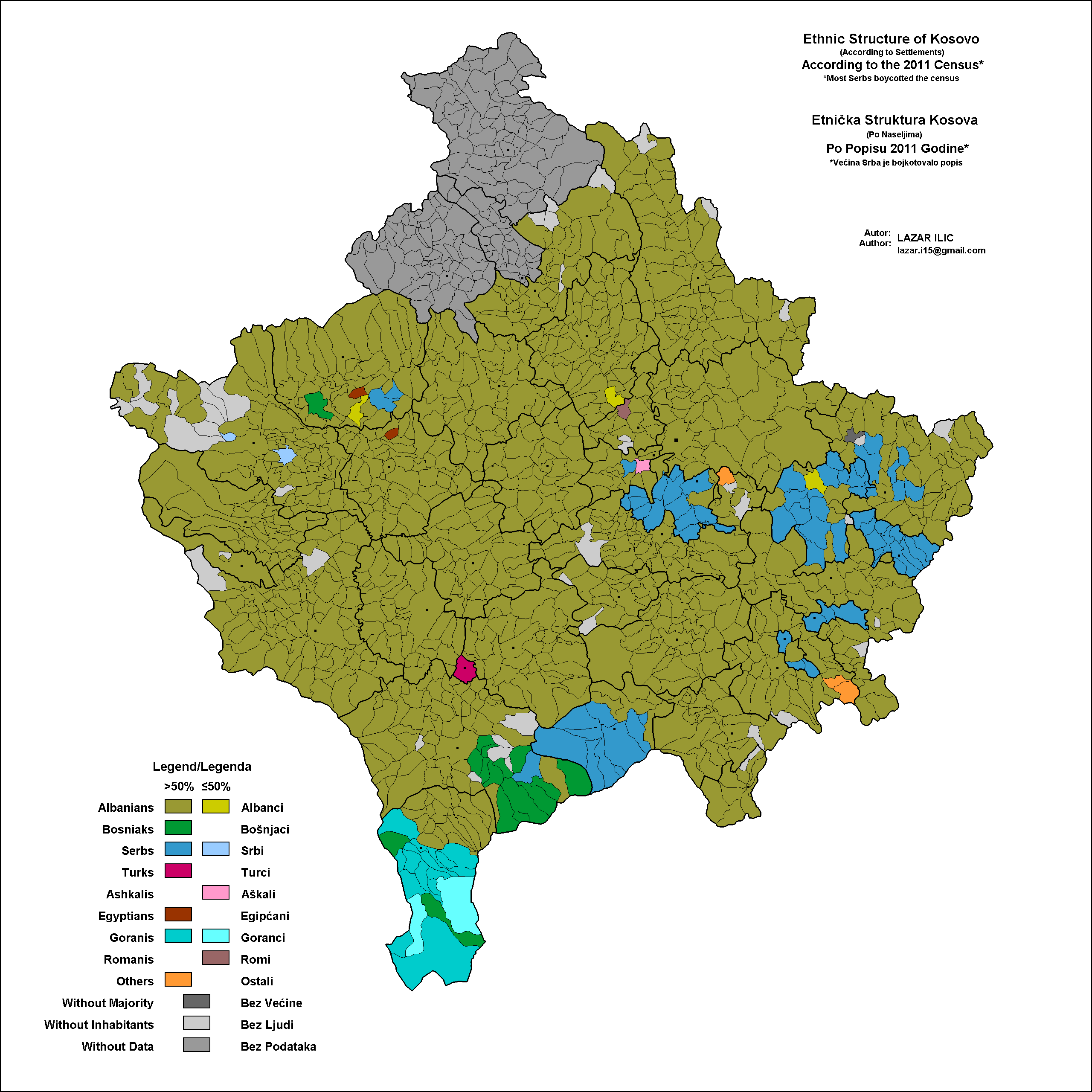
Etnické složení Kosova v roce 2011

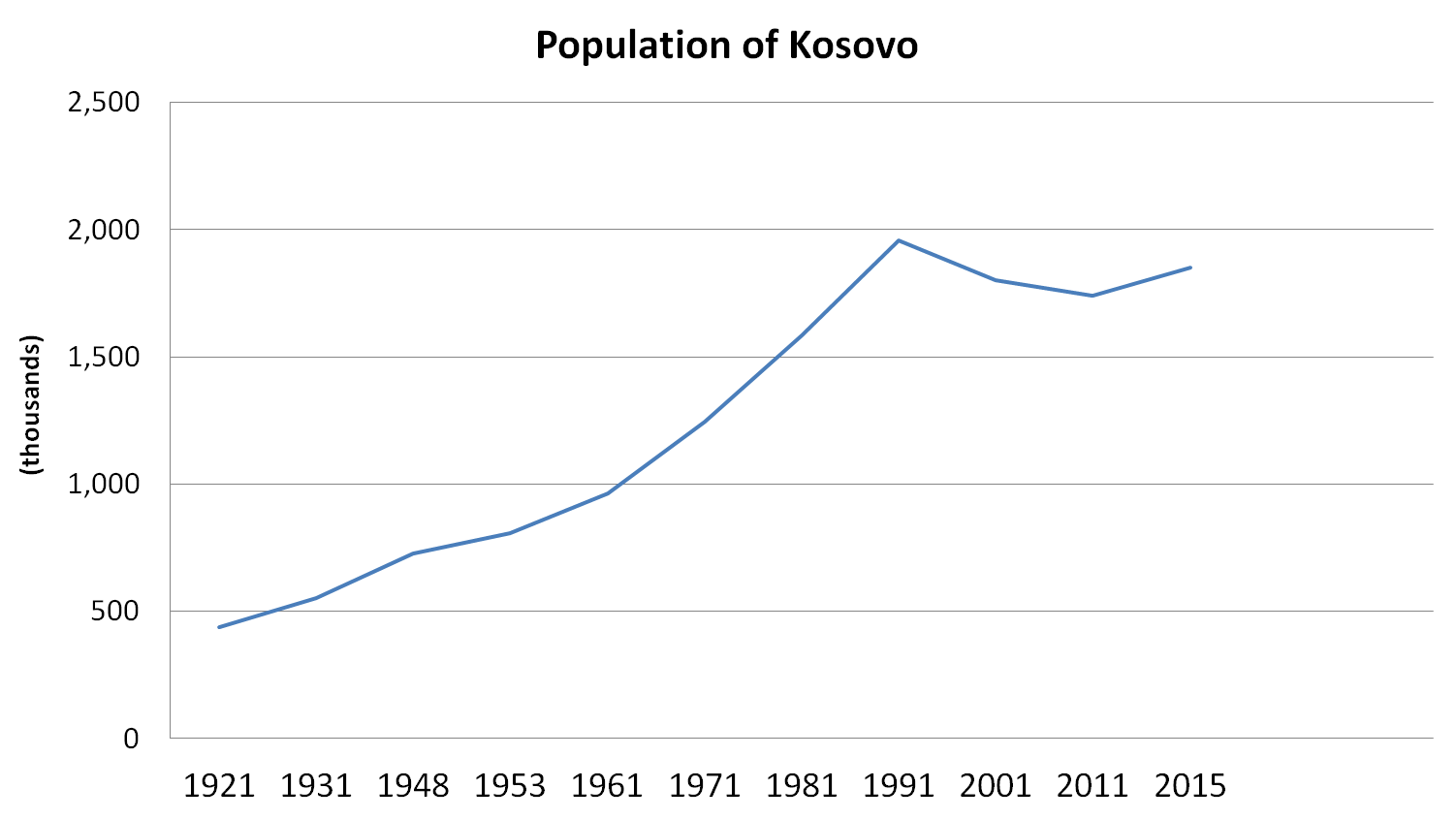
Vývoj počtu obyvatel Kosova v letech 1921 až 2015

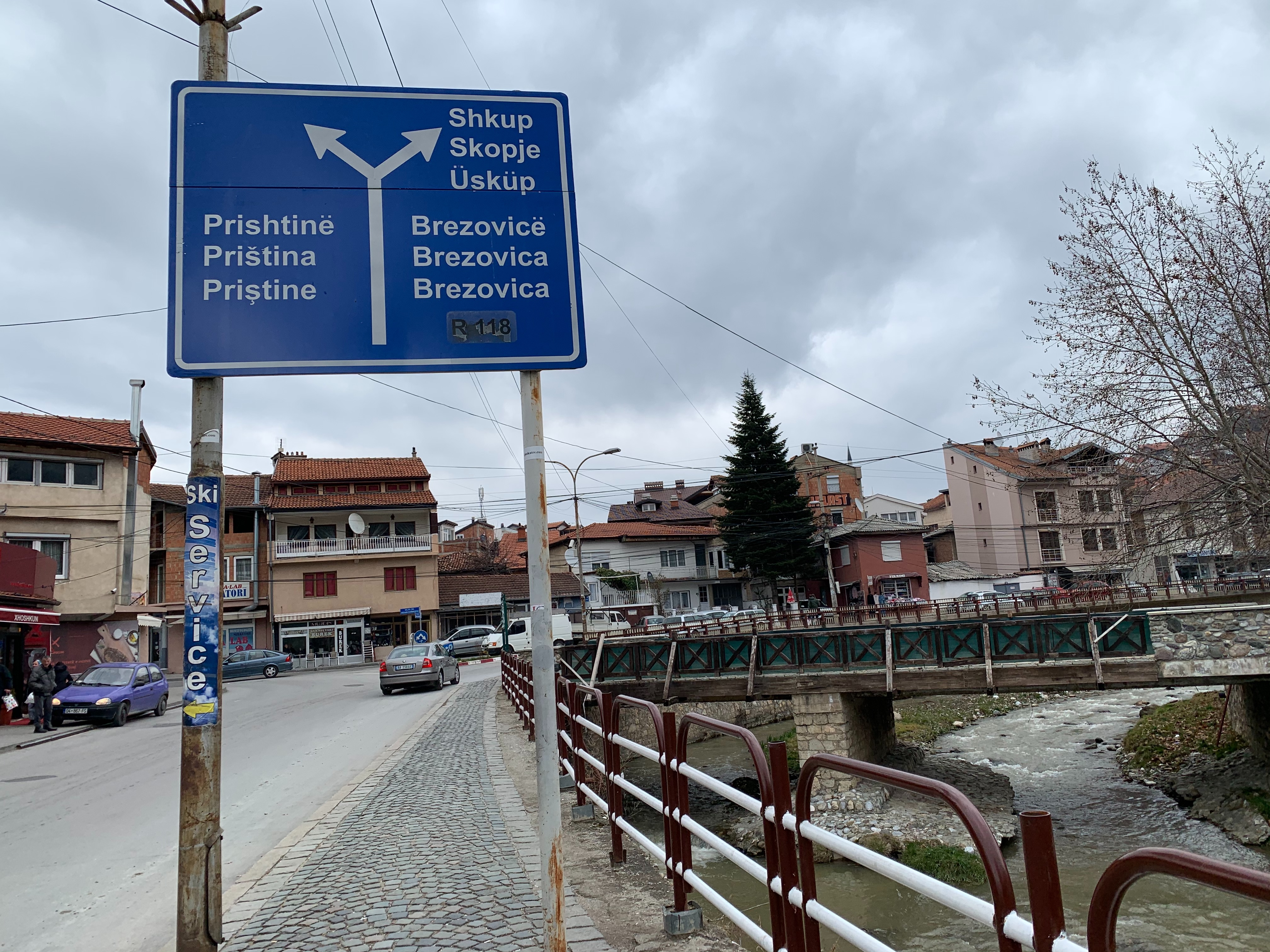
Vícejazyčné nápisy v Prizrenu v albánštině, srbštině a turečtině

Počet obyvatel Kosova podle odhadů Kosovské statistické agentury v roce 2011 činil přibližně 1 740 000. Celková očekávaná délka života při narození je 76,7 let; 74,1 let u mužů a 79,4 let u žen. Kosovo je jedenácté nejlidnatější na Balkáně a 149. na světě.
V roce 2005 odhadovaly prozatímní orgány samosprávy počet obyvatel Kosova na 1,9 až 2,2 milionu, přičemž největším etnikem byli Albánci a Srbové, následováni dalšími skupinami, jako jsou Bosňáci, Gorani, Turci a Romové, nicméně podle CIA World Factbook z roku 2009 činí počet obyvatel Kosova 1 804 838 osob. Uvádí, že etnické složení je 88 % Albánců, 7 % Srbů a 5 % dalších etnických skupin včetně Bosňáků, Goranů, Romů, Turků, Aškalů, balkánských Egypťanů a Janjevců – Chorvatů.
Je možné, že Albánci, jejichž počet neustále roste, mohli v Kosovu tvořit většinu již od 19. století, ačkoli historické etnické složení regionu je sporné. Politické hranice Kosova se plně nekryjí s etnickou hranicí, podle níž Albánci tvoří absolutní většinu v každé obci; například Srbové tvoří místní většinu v severním Kosovu a dvou dalších obcích, zatímco mimo Kosovo existují rozsáhlé oblasti s albánskou většinou, a to v sousedních regionech bývalé Jugoslávie: na severozápadě Severní Makedonie a v Preševské dolině v jižním Srbsku.
Etničtí Albánci v Kosovu vykazují podle údajů z roku 2008 nejrychlejší tempo růstu počtu obyvatel v Evropě, a to 1,3 % ročně. Během 82 let (1921-2003) se počet obyvatel Kosova zvýšil na 460 % původní populace. Zatímco v roce 1931 tvořili Albánci 60 % z 500 000 obyvatel Kosova, v roce 1991 dosáhli 81 % z 2 milionů obyvatel Kosova. Ve druhé polovině 20. století měli kosovští Albánci třikrát vyšší porodnost než Srbové. Kromě toho se většina srbského obyvatelstva Kosova, která tam žila před rokem 1999, přestěhovala po etnických čistkách v roce 1999 do samotného Srbska. Obštiny v Kosovu jsou převážně venkovské, pouze v osmi žije více než 40 000 obyvatel.
Úředními jazyky Kosova jsou albánština a srbština a instituce se zavázaly zajistit rovnocenné používání obou jazyků. Turečtina, bosenština a romština mají status úředních jazyků na úrovni obcí, pokud tato jazyková komunita představuje alespoň 5 % celkového počtu obyvatel obce.
Albánštinu jako mateřský jazyk používá přibližně 95 % obyvatel, zatímco bosensky a srbsky mluví 1,7 %, respektive 1,6 % obyvatel. Kvůli bojkotu sčítání lidu na severu Kosova se bosenština stala druhým největším jazykem po albánštině, nicméně srbština je de facto druhým největším jazykem v Kosovu.
Ačkoli jsou albánština i srbština úředními jazyky, úředníci obecních úřadů musí v profesním prostředí ovládat pouze jeden z nich a podle prohlášení jazykového komisaře Kosova Slaviši Mladenoviće z roku 2015 žádná organizace nemá všechny své dokumenty v obou jazycích. Zákon o používání jazyků přiznává turečtině status úředního jazyka v opštině Prizren bez ohledu na početnost turecké komunity, která zde žije.
Výzkumná zpráva z roku 2020 financovaná EU ukazuje, že mezi hlavními etnickými skupinami v Kosovu panuje omezený rozsah důvěry a celkově omezené kontakty.

### Náboženství
| Náboženství                  | Náboženství                  | Náboženství | Náboženství | Náboženství |
| ---------------------------- | ---------------------------- | ----------- | ----------- | ----------- |
| náboženství                  |                              |             | procento    |             |
| Muslimové (většinou Sunnité) | Muslimové (většinou Sunnité) |             | 95,6 %      | 95,6 %      |
| křesťané                     | křesťané                     |             | 3,7 %       | 3,7 %       |
| -(římští katolíci)           | -(římští katolíci)           |             | 2,2 %       | 2,2 %       |
| -(pravoslaví)                | -(pravoslaví)                |             | 1,5 %       | 1,5 %       |
| bez vyznání                  | bez vyznání                  |             | 0,1 %       | 0,1 %       |
| ostatní                      | ostatní                      |             | 0,1 %       | 0,1 %       |
| neurčeno                     | neurčeno                     |             | 0,1 %       | 0,1 %       |

Kosovo je sekulární stát bez státního náboženství; svoboda víry, svědomí a náboženství je výslovně zaručena v kosovské ústavě. Kosovská společnost je silně sekularizovaná a je na prvním místě v jižní Evropě a na devátém místě na světě jako svobodná a rovnoprávná z hlediska tolerance vůči náboženství a ateismu.
Při sčítání lidu v roce 2011 se 95,6 % obyvatel Kosova přihlásilo k muslimskému vyznání a 3,7 % ke křesťanství, z toho 2,2 % k římskokatolickému a 1,5 % k východnímu pravoslaví, zbývajících 0,3 % obyvatel uvedlo, že jsou bez vyznání, nebo jiného vyznání, případně neuvedlo adekvátní odpověď. Protestanti, ačkoli jsou v Kosovu vládou uznáváni jako náboženská skupina, nebyli ve sčítání zastoupeni. Sčítání lidu z velké části bojkotovali kosovští Srbové (kteří se převážně hlásí k srbské pravoslavné církvi), zejména v severním Kosovu, takže srbské obyvatelstvo bylo zastoupeno nedostatečně.
Nejrozšířenějším náboženstvím v Kosovu je islám, který byl zaveden ve středověku Osmanskou říší. V současné době má Kosovo po Turecku nejvyšší podíl muslimů v Evropě. Většinu muslimského obyvatelstva Kosova tvoří etničtí Albánci, Turci, ale i Slované, například Gorani a Bosňáci.
Křesťanství má v Kosovu dlouhou a nepřetržitou historii, kterou lze vysledovat až do doby římské invaze do regionu. Během středověku byl celý Balkánský poloostrov christianizován nejprve Římany a následně Byzantskou říší. Stoupenci římskokatolické církve jsou převážně Albánci, zatímco etničtí Srbové se hlásí k východní pravoslavné církvi. V roce 2008 protestantský pastor Artur Krasniqi, primas kosovské evangelické církve, prohlásil, že od roku 1985 konvertovalo k protestantismu „až 15 000“ kosovských Albánců.
Vztahy mezi albánskou muslimskou a albánskou katolickou komunitou v Kosovu jsou dobré, nicméně obě komunity mají jen omezené nebo žádné vztahy se srbskou pravoslavnou komunitou. Obecně platí, že Albánci definují svou etnickou příslušnost podle jazyka, nikoli podle náboženství, zatímco náboženství odráží rozlišovací znak identity Slovanů v Kosovu i jinde.

## Kultura

### Umění

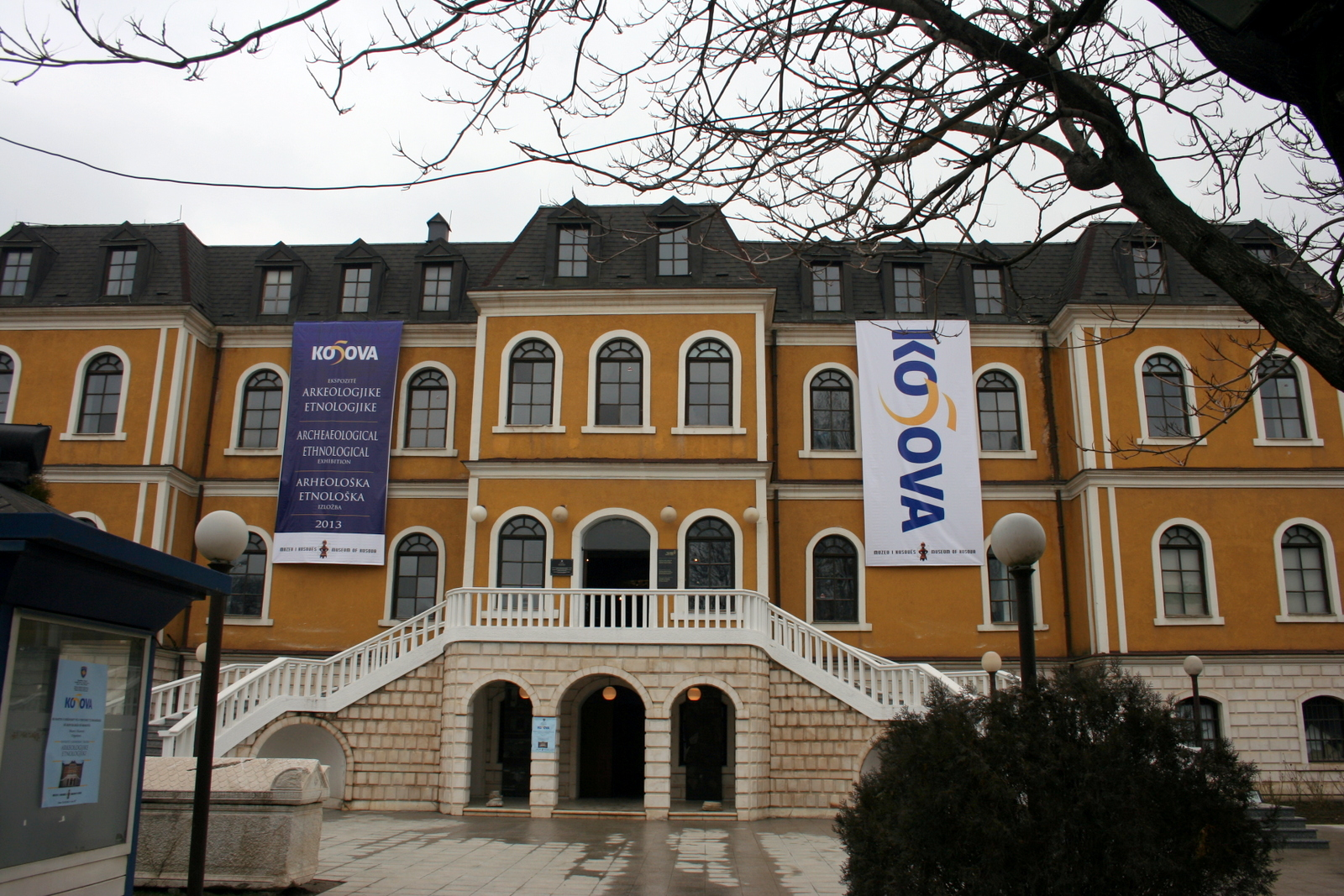
Kosovské národní muzeum

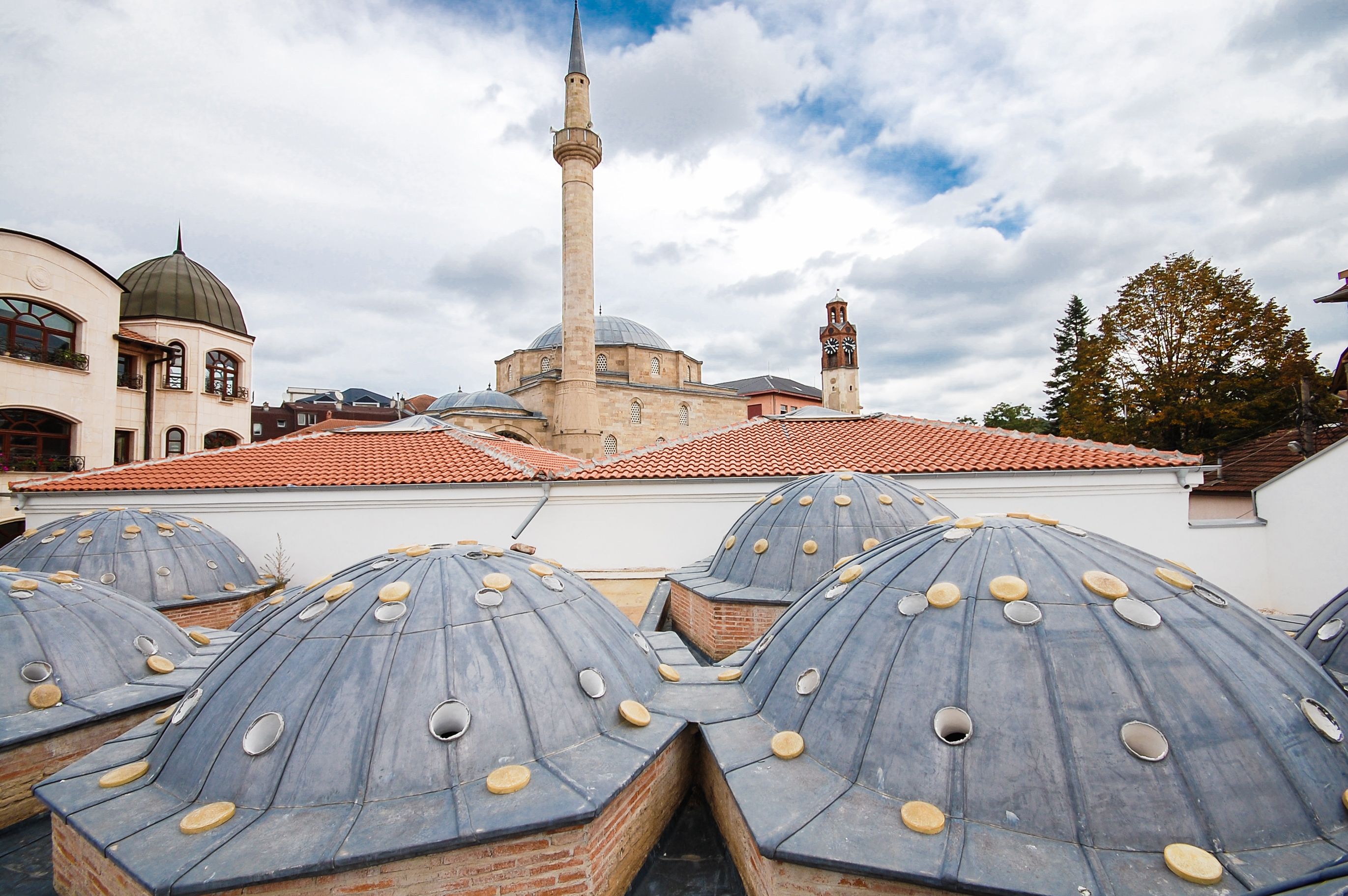
Velký hamam v Prištině byl postaven v 15. století a byl součástí Sultánovy mešity

Kosovská architektura sahá až do neolitu, doby bronzové a středověku. Byla ovlivněna přítomností různých civilizací a náboženství, o čemž svědčí stavby, které se dodnes dochovaly.
V Kosovu se nachází mnoho klášterů a kostelů ze 13. a 14. století, které reprezentují srbský pravoslavný odkaz. K architektonickému dědictví z osmanského období patří mešity a hammamy z 15., 16. a 17. století. K dalším zajímavým historickým architektonickým stavbám patří kuly (věžovité stavby) z 18. a 19. století a řada mostů, městských center a pevností. I když některé lidové stavby nejsou samy o sobě považovány za významné, dohromady představují význačný celek. Během konfliktu v Kosovu v roce 1999 bylo zničeno nebo poškozeno mnoho staveb, které představují toto dědictví, v oblasti Dukagjini bylo napadeno nejméně 500 kul a většina z nich byla zničena nebo jinak poškozena.
V roce 2004 UNESCO uznalo klášter Visoki Dečani za památku světové dědictví pro jeho mimořádnou univerzální hodnotu. O dva roky později bylo toto dědictví rozšířeno další tři církevní památky, a to patriarchát v Peći, Chrám Bohorodičky Ljevišské a Monastýr Gračanica, pod souborným názvem Středověké památky v Kosovu. Dědictví se dohromady skládá ze čtyř srbských pravoslavných kostelů a klášterů, které představují spojení východní pravoslavné byzantské a západní románské církevní architektury do palaiologického renesančního slohu. Stavbu založili příslušníci dynastie Nemanjićů, nejvýznamnější srbské dynastie ve středověku.
Tyto památky se staly terčem útoků zejména během etnických násilností v roce 2004. V roce 2006 byly zapsány na Seznam světového dědictví v ohrožení kvůli potížím při její správě a ochraně, které pramenily z politické nestability v regionu.
Kosovské umění bylo mezinárodní veřejnosti velmi dlouho neznámé, kvůli režimu nemohli mnozí umělci vystavovat svá díla v galeriích, a tak neustále hledali alternativy, a dokonce se uchylovali k tomu, že brali věci do vlastních rukou. Do roku 1990 představovali kosovští umělci své umění v mnoha prestižních světově uznávaných centrech. Byli potvrzováni a vysoce hodnoceni díky svému jedinečnému přístupu k umění s ohledem na okolnosti, v nichž vznikali, čímž vynikali a byli originální.
V únoru 1979 byla založena Kosovská národní galerie umění. Stala se nejvyšší institucí výtvarného umění v Kosovu. Byla pojmenována po jednom z nejvýznamnějších kosovských umělců Muslimovi Mulliqim. Mezi několik málo albánských malířů narozených v Kosovu patří Engjëll Berisha, Masar Caka, Tahir Emra, Abdullah Gërguri, Hysni Krasniqi, Nimon Lokaj, Aziz Nimani, Ramadan Ramadani, Esat Valla a Lendita Zeqiraj.

### Kuchyně

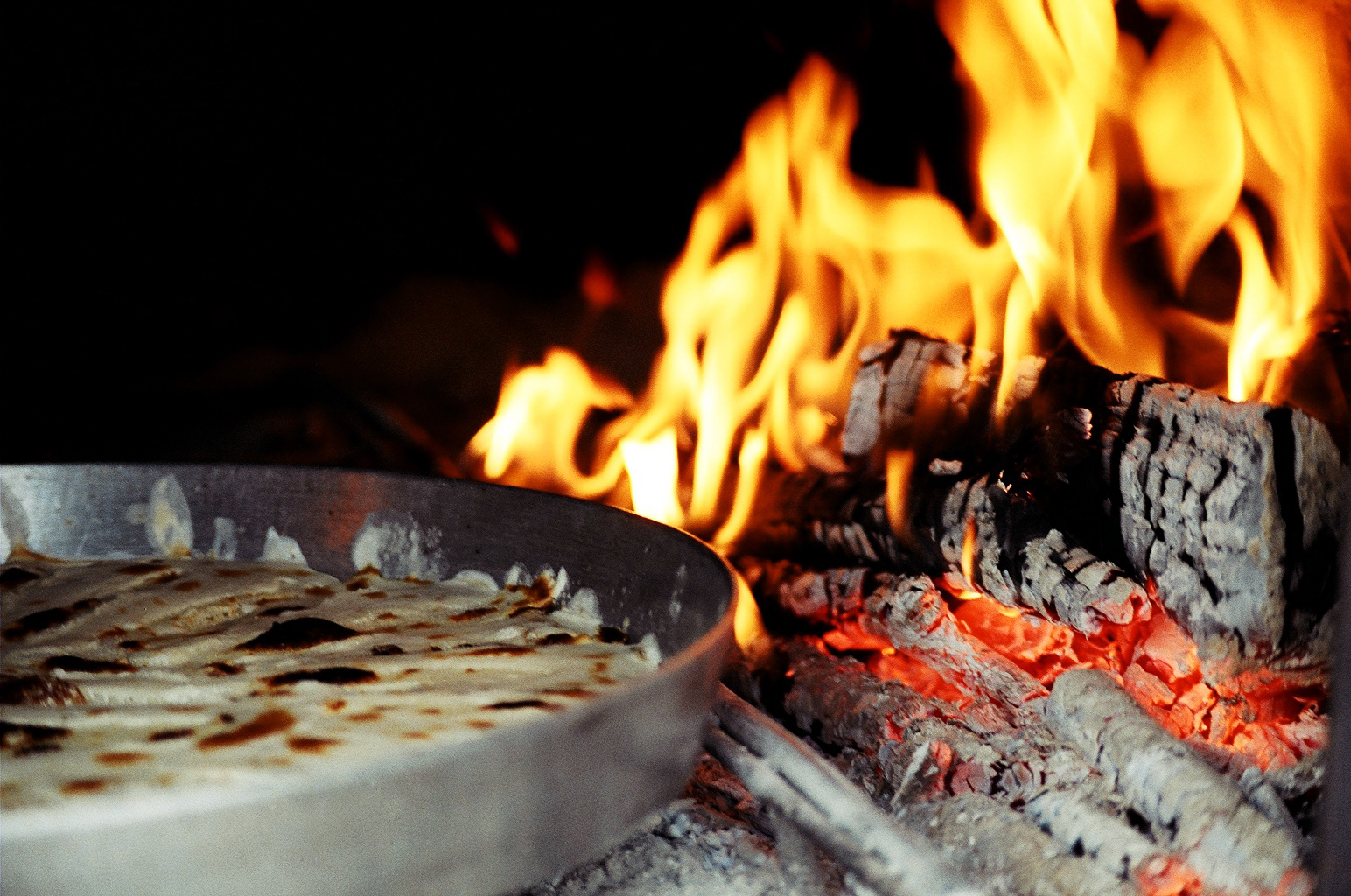
Flia je jedním z nejoblíbenějších jídel tradiční albánské kuchyně v Kosovu.

V kosovské kuchyni se mísí vlivy albánského a srbského původu většinového obyvatelstva. Kosovo, které se nachází na křižovatce albánské, osmanské, románské a slovanské kultury, obohatilo svou vlastní kuchyni převzetím a zachováním některých jejich kuchařských tradic a postupů.
Jídlo je důležitou součástí společenského života obyvatel Kosova, zejména během náboženských svátků, jako jsou Vánoce, Velikonoce a ramadán. Baklava, lokum a chalva se při svátečních příležitostech tradičně připravují téměř v každé domácnosti v celém Kosovu a na Balkáně bez ohledu na etnickou nebo kulturní identitu.
Mezi pravděpodobně nejvýznamnější a nejtradičnější příklady kosovských jídel patří Flia a Pite, které se podávají s různými druhy zeleniny, ovocnými zavařeninami, medem a jogurtem. Flia se skládá z několika vrstev palačinek a je převážně potřená smetanou, zatímco Pite jsou plněné směsí slaného sýra, masa, brambor nebo pórku.
Kosovská kuchyně používá širokou škálou čerstvého ovoce, zeleniny a bylinek, jako je sůl, červený a černý pepř a vegeta. Obyvatelé Kosova si pochutnávají na široké škále masných a rybích výrobků, mimo jiné na kuřecím, hovězím, kebabu, Sujuku a jehněčím mase, které je vzhledem k náboženským souvislostem považováno za tradiční maso pro náboženské příležitosti.
Čaj, jako je horský čaj albánského typu nebo černý čaj ruského a tureckého typu, je hojně konzumovaným nápojem v celém Kosovu a podává se zejména v kavárnách, restauracích nebo doma. Dalším oblíbeným nápojem je káva, ačkoli Kosovo je prosyceno kulturou a jejich kávová kultura je velkou součástí moderní společnosti.

### Sport

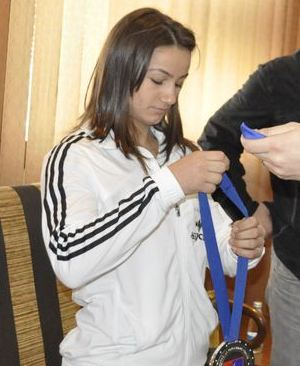
Majlinda Kelmendiová, olympijská vítězka, mistryně světa a Evropy v judo

Sport je významnou součástí kosovské společnosti a kultury. Mezi nejvýznamnější sporty v Kosovu patří fotbal, basketbal, judo, box, volejbal a házená. Kosovský olympijský výbor se v roce 2014 stal plnoprávným členem Mezinárodního olympijského výboru a poprvé se zúčastnil Evropských her 2015 v Ázerbájdžánu a Letních olympijských her 2016 v Brazílii.
Zdaleka nejpopulárnějším sportem v Kosovu je fotbal. V roce 1922 byly založeny první kosovské kluby, mimo jiné KF Vëllaznimi a FK Priština. V období studené války od roku 1945 do roku 1991 se fotbal v bývalé Jugoslávii rozvíjel tak rychle, že v roce 1946 vznikla Federace Kosova jako dceřiná společnost Federace Jugoslávie. KF Trepça soutěžil jeden rok v první lize. Největšího úspěchu dosáhli v Jugoslávském poháru v letech 1977–78, kde skončili druzí za Rijekou. Priština byla v tomto období nejúspěšnějším klubem v zemi a strávila pět let v nejvyšší jugoslávské první lize, přičemž nejlépe skončila v letech 1983–84 na 8. místě. Stali se prvním a jediným kosovským fotbalovým klubem, který se zúčastnil Středoevropského pohár, když se při své jediné účasti ve stejné sezóně umístil na druhém místě. Také se dostali do semifinále Jugoslávského poháru 1987–88, kde prohráli po penaltách s Banja Lukou. V roce 1991 byl založen nesankcionovaný systém kosovské ligy známý jako Liga e Pavarur e Kosovës („Nezávislá liga Kosova“), který fungoval souběžně s oficiálními jugoslávskými ligami; v roce 1999 se v důsledku kosovské války stal oficiálním systémem kosovské ligy.

Tři fotbalisté z Kosova – Milutin Šoškić, Fahrudin Jusufi a Vladimir Durković – byli součástí jugoslávského týmu, který získal zlatou medaili na Letních olympijských hrách 1960 a stříbrnou medaili na Mistrovství Evropy 1960. Fotbalisté jako Fadil Vokrri, Agim Cana, Fadil Muriqi a Zoran Batrović tvořili v 80. letech 20. století tzv. zlatou generaci Prištiny.

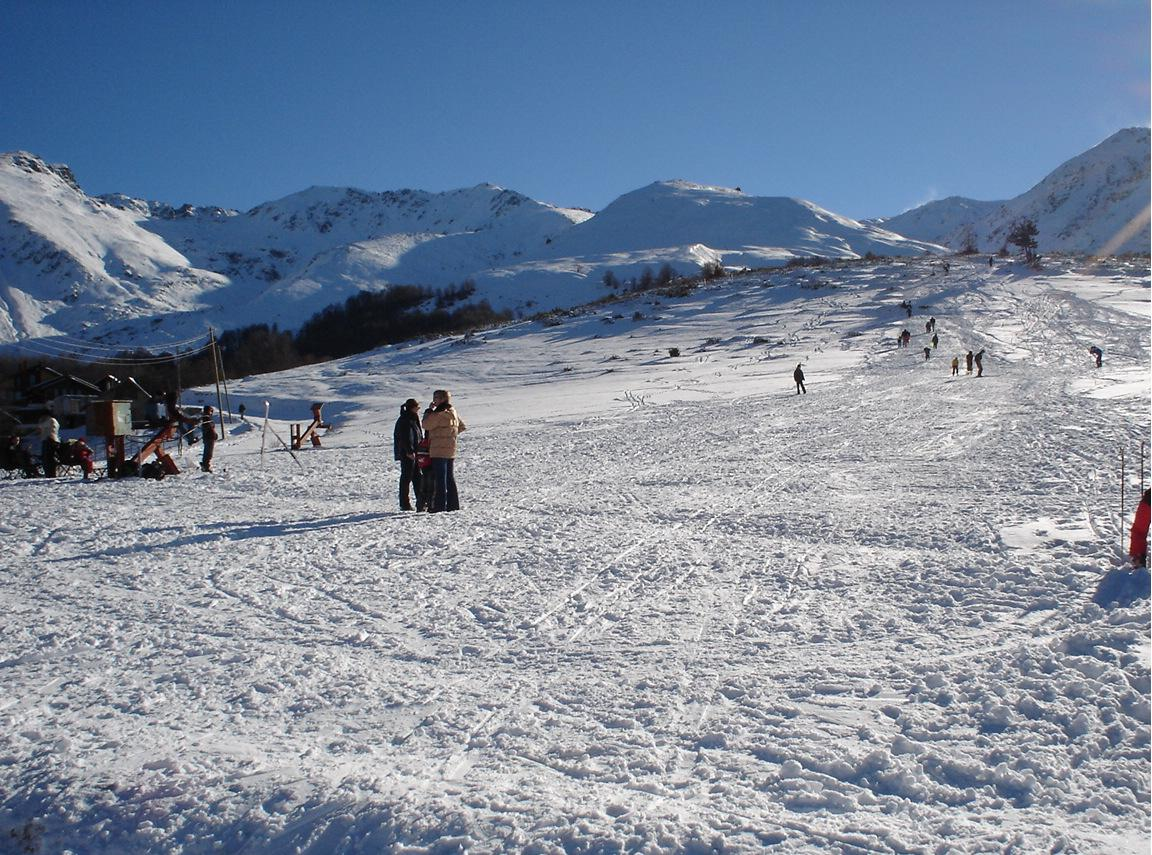
Zimní středisko na Šar Planině.

V roce 2010 se zvýšil počet kosovských hráčů albánského původu hrajících ve špičkových evropských týmech. Patří mezi ně Lorik Cana, který byl kapitánem Marseille a Sunderlandu i albánské reprezentace, Valon Behrami, který hrál za West Ham United, Udinese a švýcarskou reprezentaci, Xherdan Shaqiri, který s Liverpoolem vyhrál Ligu mistrů 2018–19 a hraje také za Švýcarsko na mezinárodní úrovni, a Adnan Januzaj, který svou kariéru zahájil v Manchesteru United a v současnosti reprezentuje Belgii.
V Kosovu je oblíbeným sportem také basketbal. První mistrovství se konalo v roce 1991 za účasti osmi týmů. Kosovská basketbalová federace byla přijata za plnoprávného člena Mezinárodní basketbalové federace (FIBA) v březnu 2015. Mezi významné hráče narozené v Kosovu, kteří hráli za úspěšné národní týmy Jugoslávie a Srbska, patří Zufer Avdija, Marko Simonović a Dejan Musli, z nichž někteří i přes uznání Kosova ze strany FIBA nadále závodí za Srbsko.
Judistka Majlinda Kelmendiová se v letech 2013 a 2014 stala mistryní světa a v roce 2014 se také poprvé stala mistryní Evropy, které vyhrála i v letech 2016, 2017 a počtvrté v roce 2019. Na Letních olympijských hrách 2016 se Kelmendiová stala první kosovskou sportovkyní, která získala zlatou medaili, a také první zlatou medaili pro Kosovo na velkém sportovním turnaji. Při své druhé účasti na Letních olympijských hrách 2020 se Distria Krasniqiová stala druhou olympijskou vítězkou Kosova v judu a následovala ji krajanka judistka Nora Gjakovaová, která jen o dva dny později získala zlato v kategorii do 57 kg a stala se tak třetí olympijskou vítězkou své země. Kosovo dosud získalo na letních olympijských hrách tři zlaté medaile.
Kosovo působivě získalo čtyři medaile na Evropských hrách: Nora Gjakova získala první medaili pro Kosovo na prvních Evropských hrách v roce 2015, kdy získala bronz v kategorii do 57 kg. Na druhých Evropských hrách v roce 2019 získala Kelmendiová zlatou medaili, Gjaková stříbrnou a Loriana Kukaová bronzovou.

### Hudba

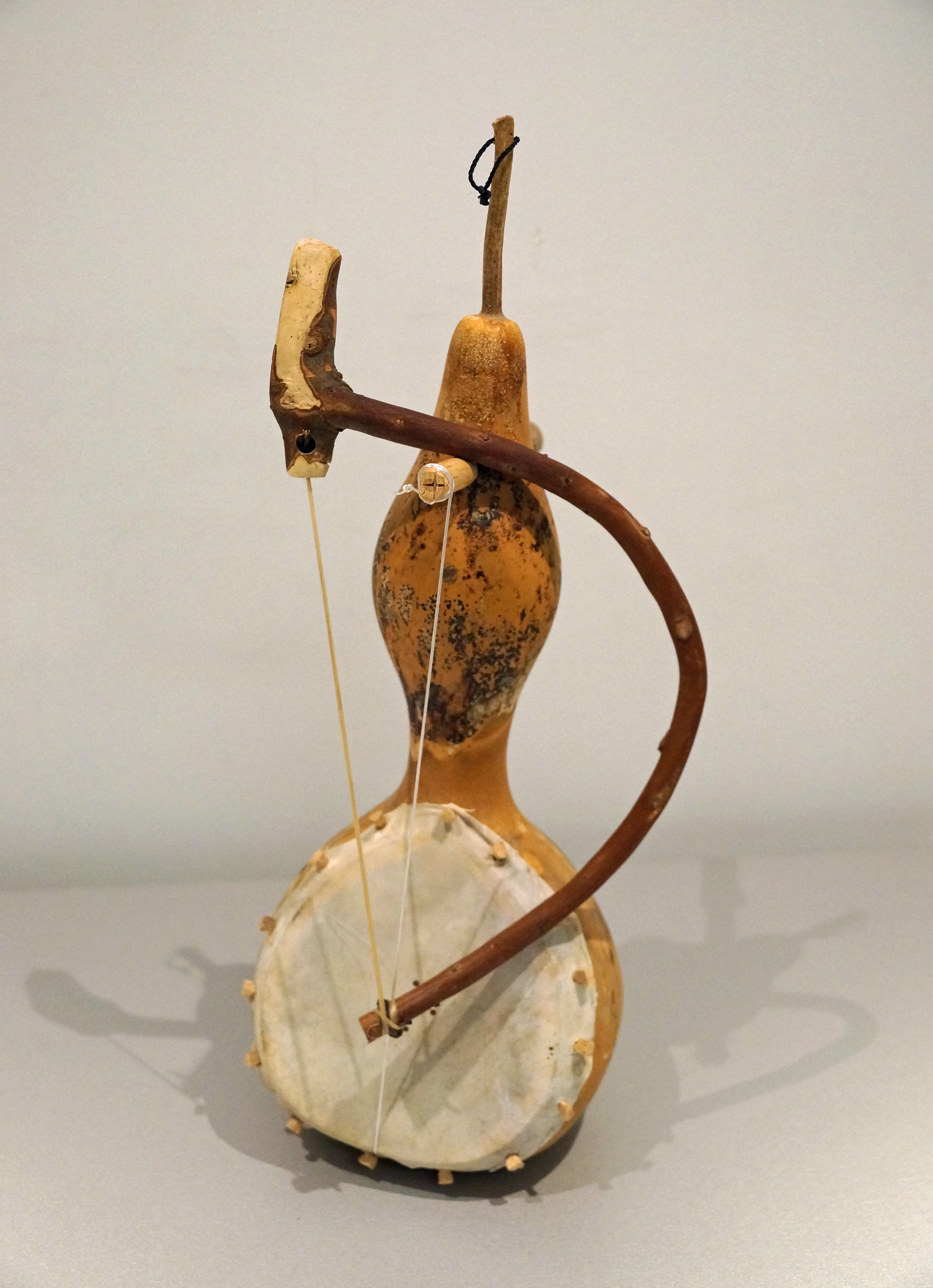
Gusle používají ghegští Albánci ke zpěvu epických písní nebo albánských Písní hraničářů.

Ačkoli je hudba v Kosovu rozmanitá, stále existuje autentická albánská a srbská hudba. Pro albánskou hudbu je charakteristické používání čifteli. Klasická hudba je v Kosovu dobře známá a vyučuje se na několika hudebních školách a univerzitách. V roce 2014 Kosovo přihlásilo svůj první film do soutěže o Oscara za nejlepší cizojazyčný film, a to snímek Tri dritare dhe një varje režiséra Isy Qosji.
V minulosti se epická poezie v Kosovu a severní Albánii zpívala na gusle a poté se používaly melodičtější čifteli, které mají dvě struny – na jedné se hraje melodii a na druhé se drnká. Kosovská hudba je ovlivněna tureckou hudbou kvůli téměř 500letému období osmanské nadvlády v Kosovu, ačkoli kosovský folklor si zachoval svou originalitu a příkladnost. Archeologické výzkumy vypovídají o tom, jak stará je tato tradice a jak se vyvíjela souběžně s jinou tradiční hudbou na Balkáně. Kořeny sahající až do 5. století př. n. l. byly nalezeny v malbách na kamenech zpěváků s nástroji. (Známý je portrét „Pani“ držící nástroj podobný flétně).
Legendou kosovské pop music je Nexhmije Pagarusha. Také současní hudební umělci Rita Ora, Dua Lipa a Era Istrefi jsou albánského původu a díky své hudbě dosáhli mezinárodního uznání. Jedním z široce uznávaných hudebníků z Prizrenu je kytarista Petrit Çeku, držitel několika mezinárodních cen.
Srbská hudba z Kosova představuje směs tradiční hudby, která je součástí širší balkánské tradice, s vlastním osobitým zvukem a různými západními a tureckými vlivy. Srbské písně z Kosova byly inspirací pro 12. písňový věnec skladatele Stevana Mokranjace. Ve většině srbské hudby z Kosova převládala církevní hudba s vlastním podílem zpívané epické poezie, v Kosovu se používá také srbský národní nástroj gusle.
Viktorija je jedinou umělkyní z Kosova, která v roce 1982 reprezentovala Jugoslávii v písňové soutěži Eurovize jako členka skupiny Aska. Zpěvačka Rona Nishliu skončila na pátém místě v soutěži Eurovize 2012, zatímco Lindita reprezentovala Albánii v roce 2017. Několik srbských zpěváků z Kosova se také zúčastnilo srbského národního výběru pro soutěž Eurovision Song Contest. Nevena Božović reprezentovala Srbsko v soutěži Junior Eurovision Song Contest a dvakrát v soutěži Eurovision Song Contest, poprvé jako členka skupiny Moje 3 v roce 2013 a jako sólistka v roce 2019.

### Kinematografie

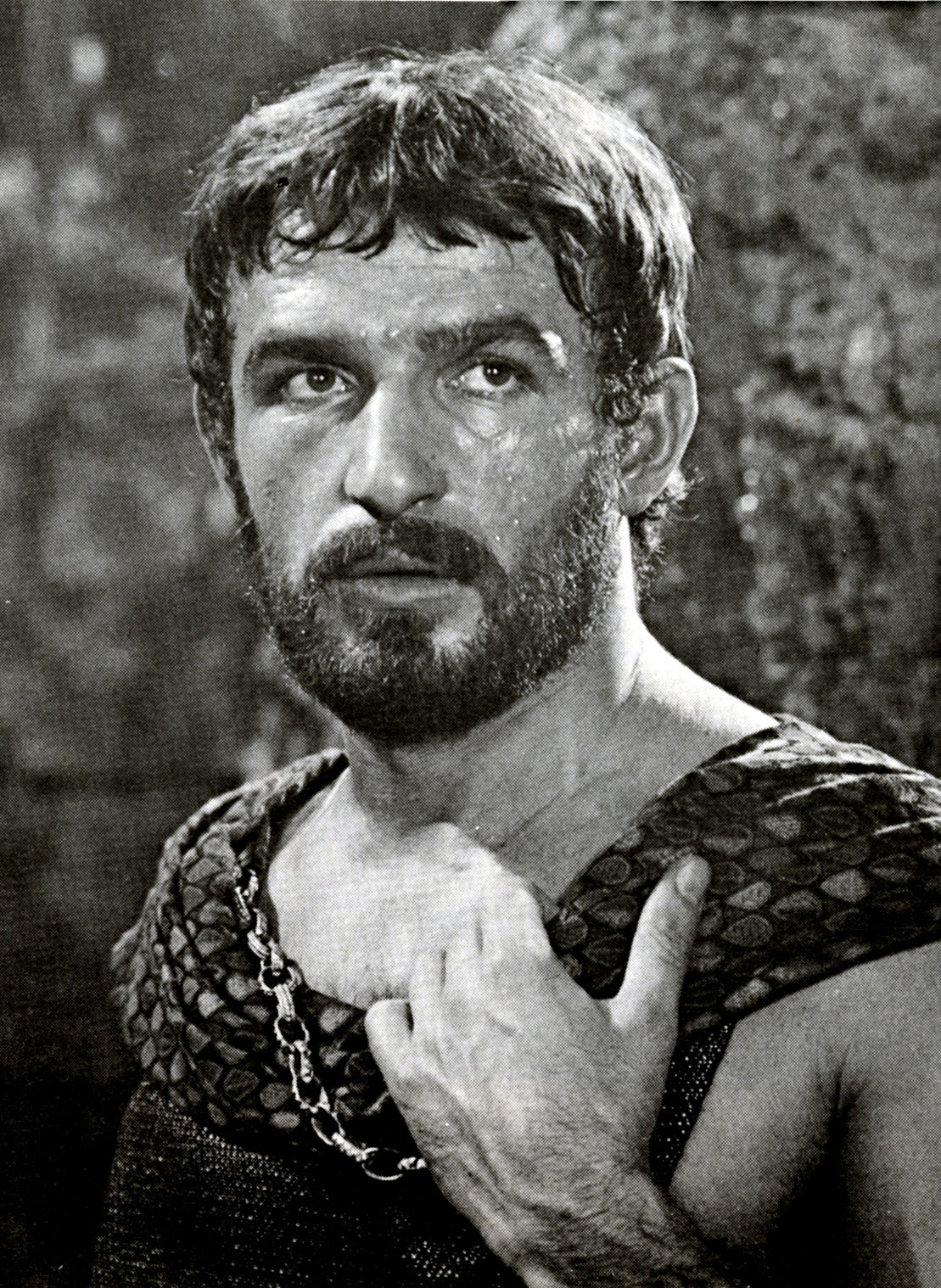
Bekim Fehmiu byl prvním východoevropským hercem, který si během studené války zahrál v Hollywoodu.

Filmový průmysl v Kosovu se datuje od 70. let 20. století. V roce 1969 kosovský parlament zřídil státní instituci Kosovafilm, která se zabývala výrobou, distribucí a promítáním filmů. Jejím prvním ředitelem byl herec Abdurrahman Shala, po něm následoval spisovatel a známý básník Azem Shkreli, pod jehož vedením vznikly nejúspěšnější filmy. Dalšími řediteli Kosovafilmu byli Xhevar Qorraj, Ekrem Kryeziu a Gani Mehmetaj. Po produkci sedmnácti celovečerních filmů, mnoha krátkých filmů a dokumentů byla instituce v roce 1990 převzata srbskými úřady a rozpuštěna. Kosovafilm byl obnoven po odtržení od bývalé Jugoslávie v červnu 1999 a od té doby se snaží oživit filmový průmysl v Kosovu.

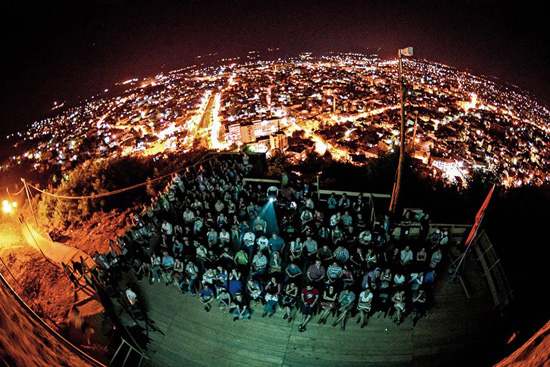
Dokufest v Prizrenu

Mezinárodní festival dokumentárních a krátkých filmů je největší filmovou událostí v Kosovu. Festival se koná v srpnu v Prizrenu a přitahuje řadu mezinárodních i regionálních umělců. Na tomto každoročně pořádaném festivalu se filmy promítají dvakrát denně ve třech kinech pod širým nebem a ve dvou běžných kinech. Kromě filmů je festival známý také živými večery po promítání. V rámci festivalu se konají různé akce: workshopy, výstavy DokuPhoto, festivalové kempování, koncerty, které dohromady proměňují město v okouzlující místo k pobytu. V roce 2010 byl Dokufest zvolen jedním z 25 nejlepších mezinárodních festivalů dokumentárních filmů.
Mezi mezinárodní herce albánského původu z Kosova patří Arta Dobroshi, James Biberi, Faruk Begolli a Bekim Fehmiu. Mezinárodní filmový festival v Prištině je největší filmový festival, který se každoročně koná v kosovské Prištině a na kterém se promítá významná mezinárodní filmová produkce z balkánského regionu i mimo něj a upozorňuje na kosovský filmový průmysl.
Film Shok byl nominován na Oscara za nejlepší krátký hraný film v roce 2016, scénář a režii napsal na Oscara nominovaný režisér Jamie Donoughue na základě skutečných událostí během kosovské války.